# Conjunt històric de Sogorb
El conjunt històric de Sogorb està format pel conjunt de construccions dins de la muralla que ho circumda, des del Castell de l'Estel, passant per l'antic convent dels Mercenaris, la Plaça de la Cova Santa, la Calle Colón, la carretera d'Aragó fins a la Torre del Botxí, per continuar després pel costat nord fins al Castell de l'Estel, a la comarca de l'Alt Palància, província de Castelló, Espanya, i està catalogat com a bé d'interès cultural, amb anotació ministerial R-I-53-0000565 i data d'anotació 24 de setembre de 2002, segons dades de la Direcció General de Patrimoni Artístic de la Generalitat Valenciana.

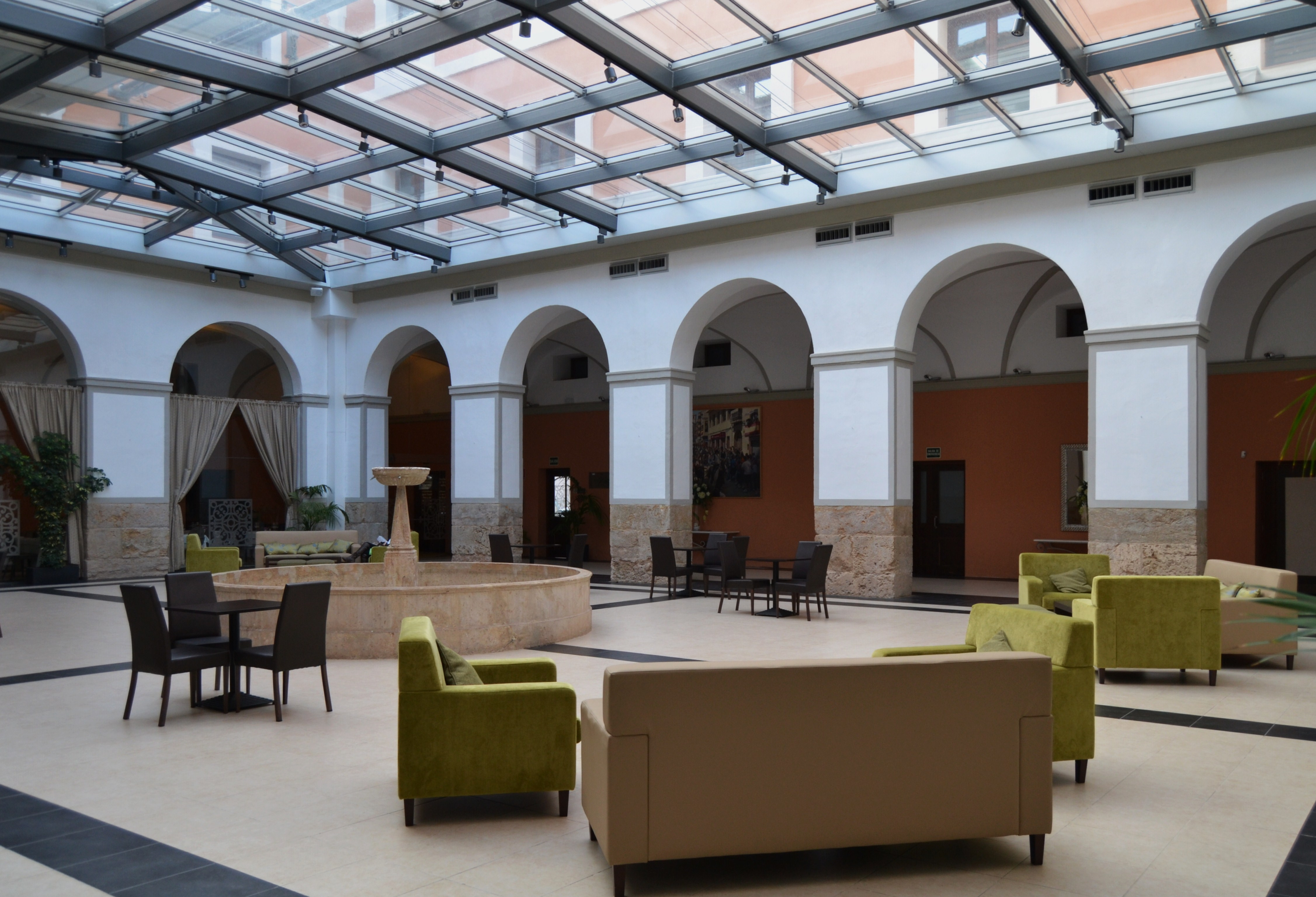
Claustre de la Casa de la Misericòrdia

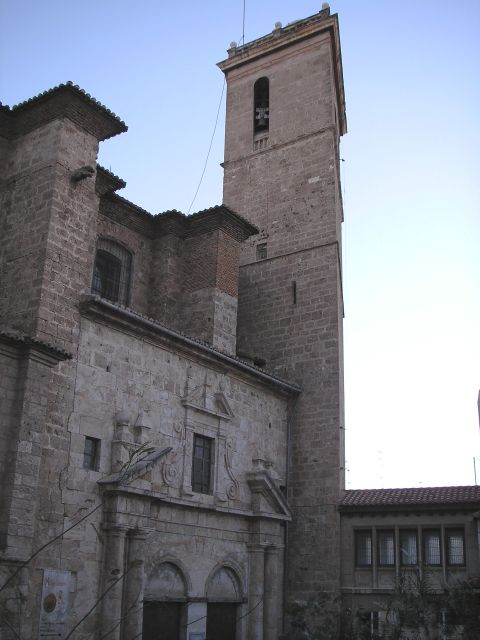
Catedral de Sogorb

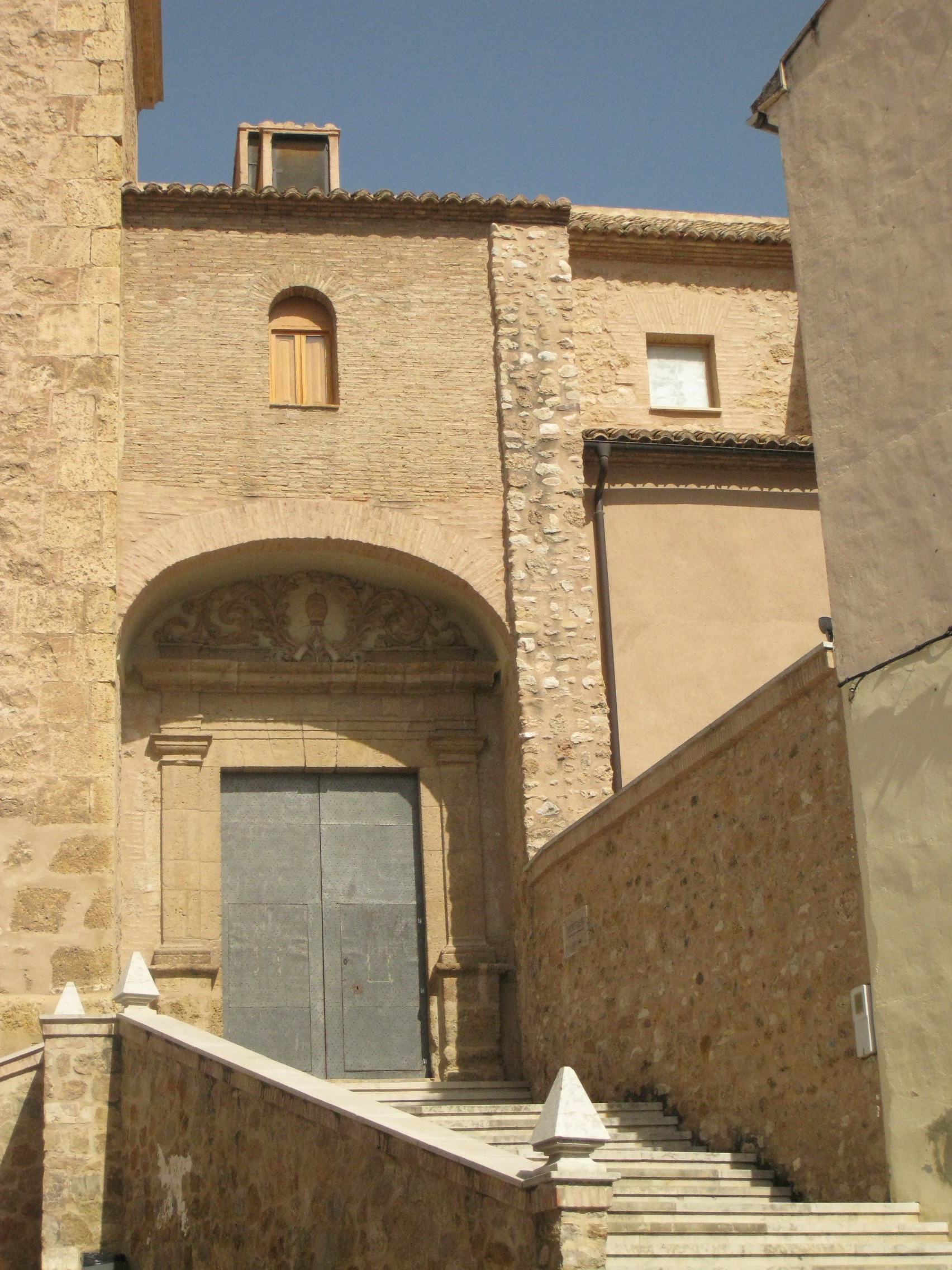
Església de Sant Joaquim i Santa Anna

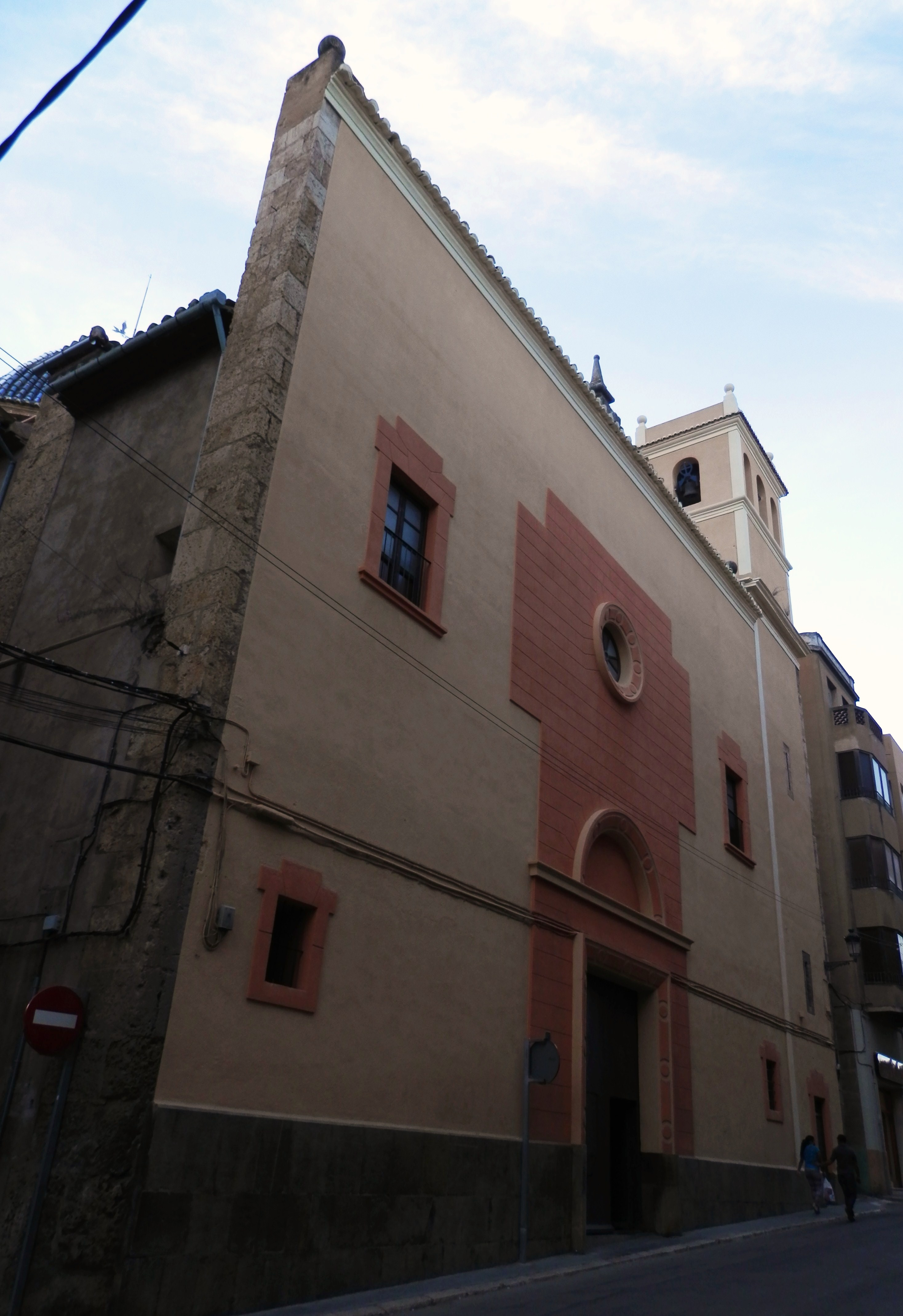
Església de Santa Maria

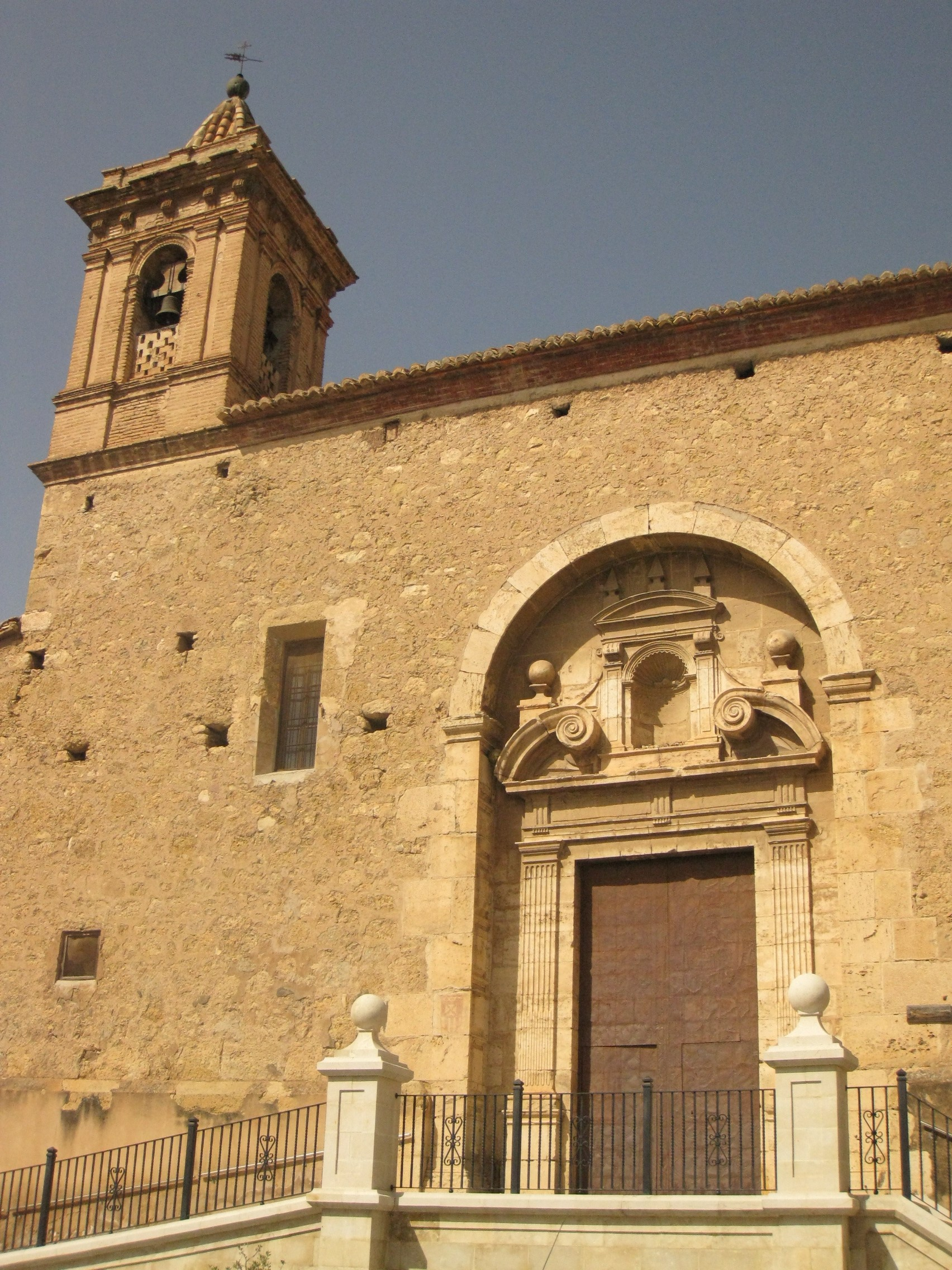
Església de Sant Martí

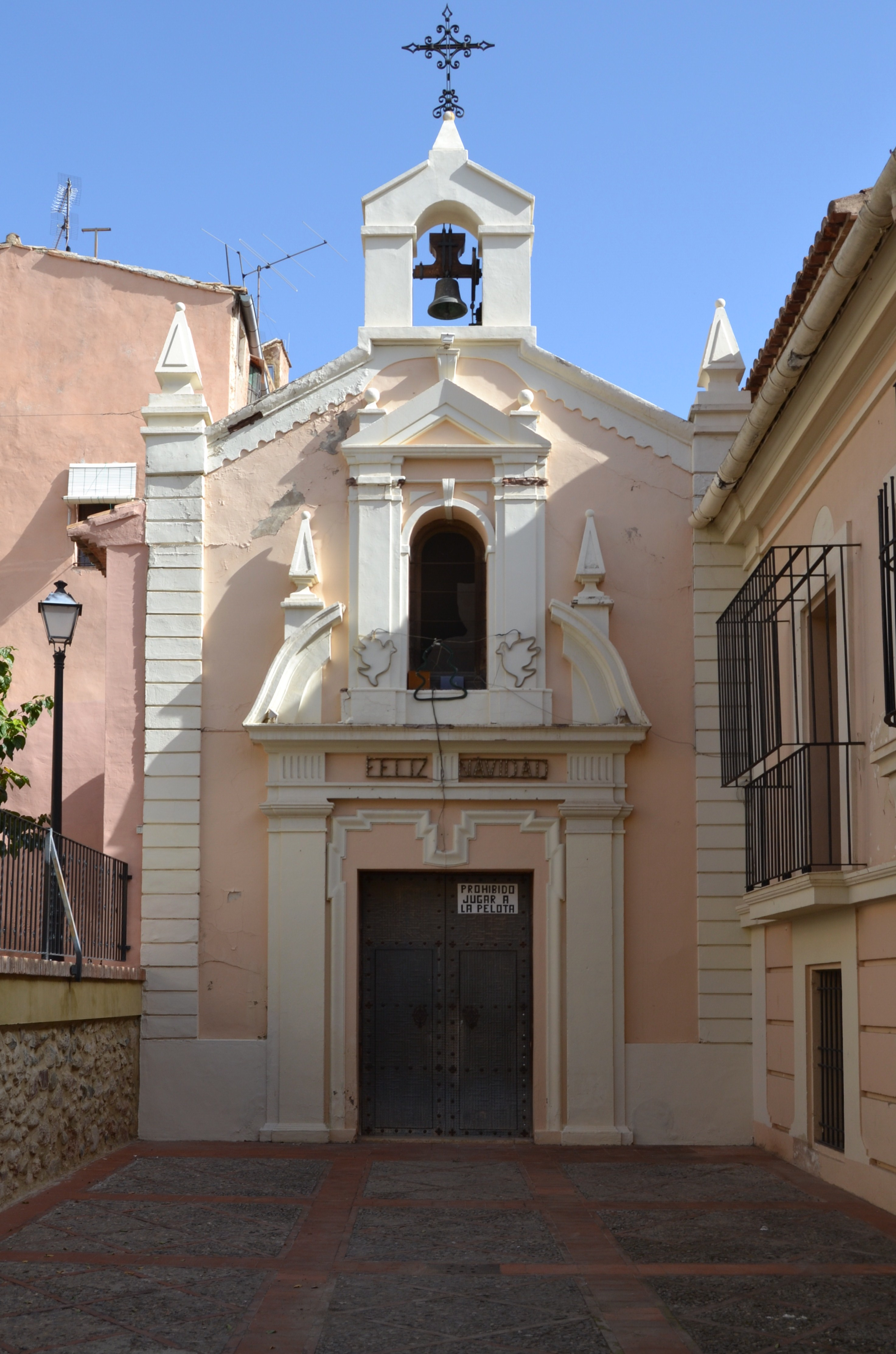
Església de Sant Pere

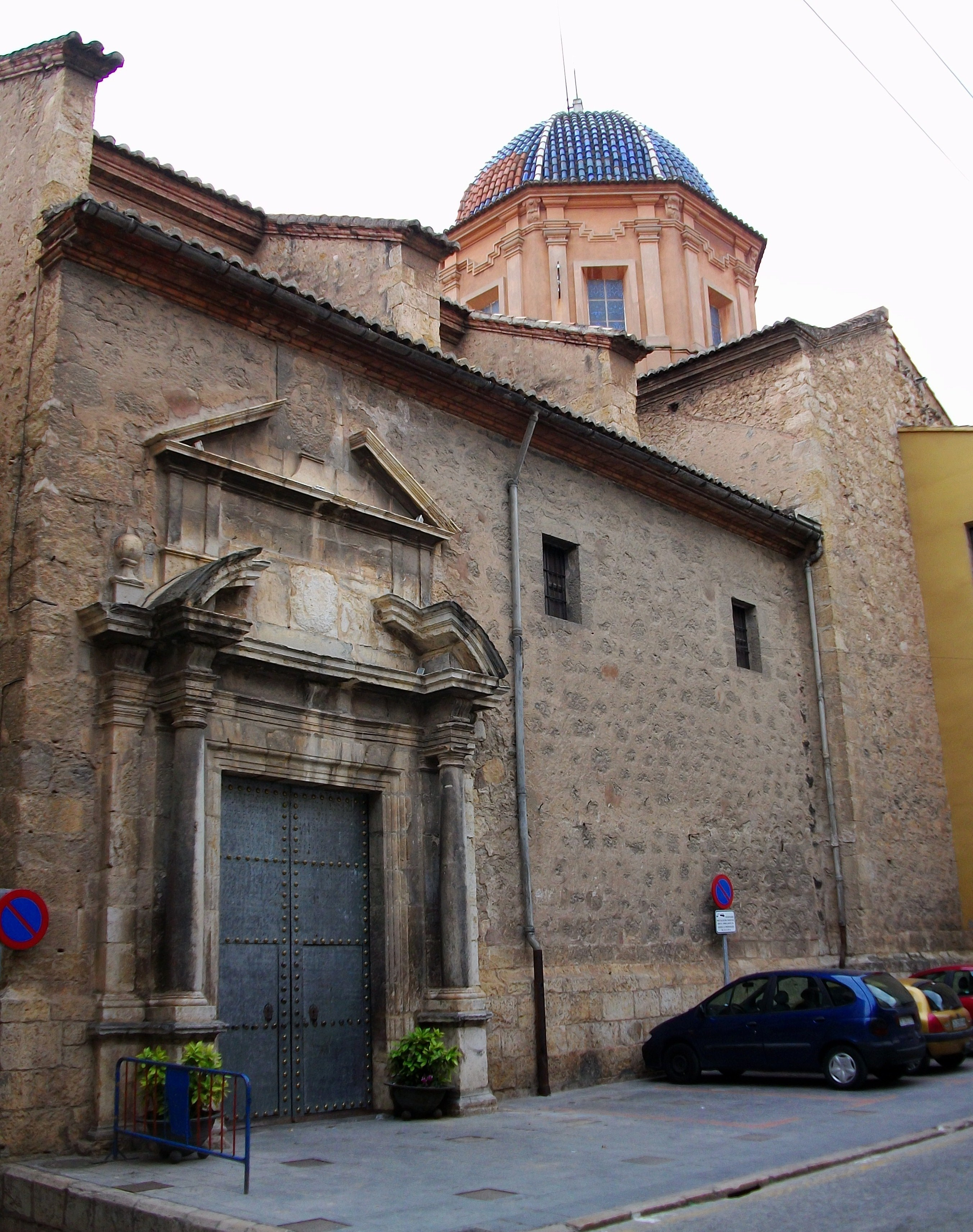
Església del Seminari

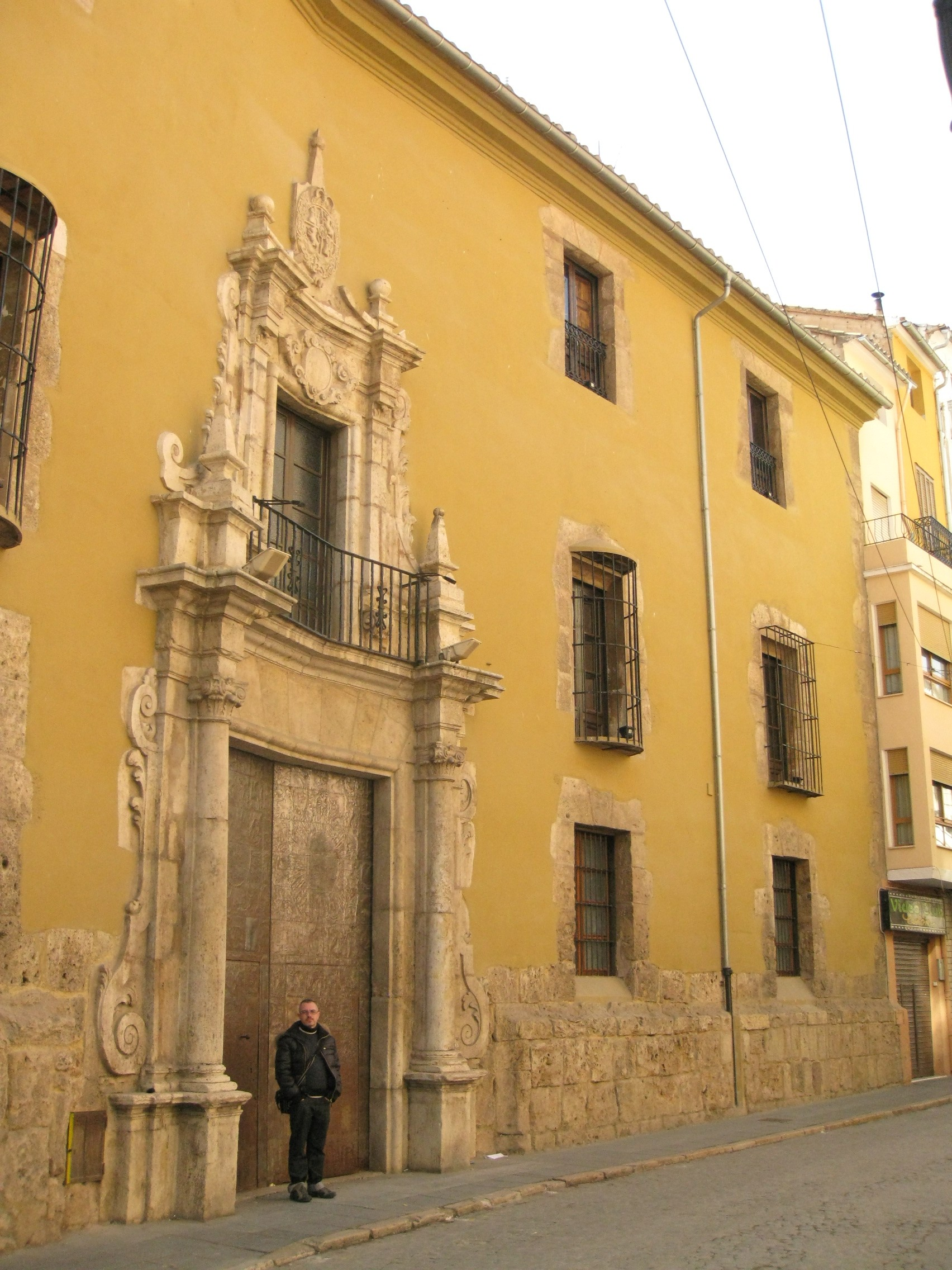
Façana del seminari

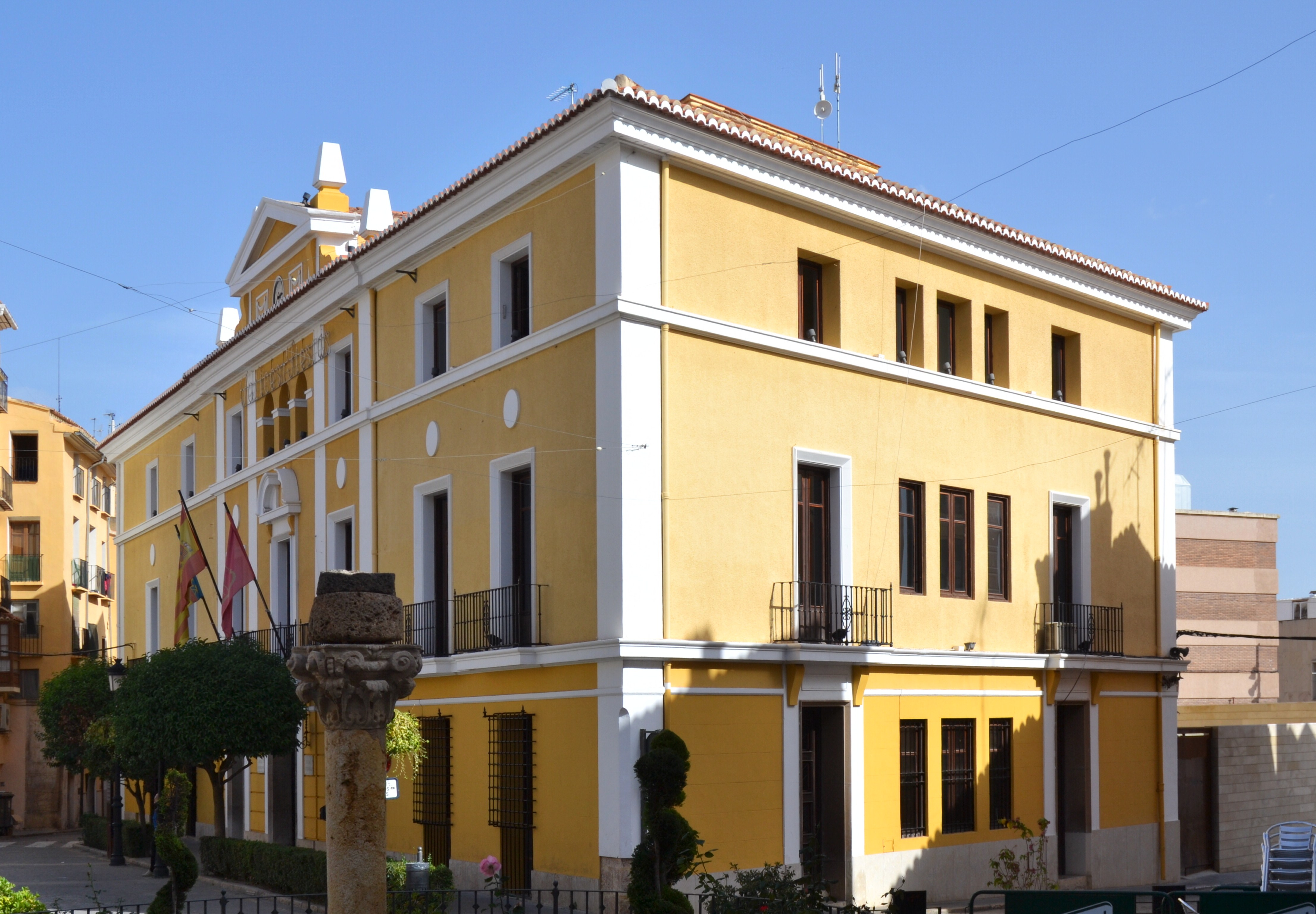
Exterior Ajuntament

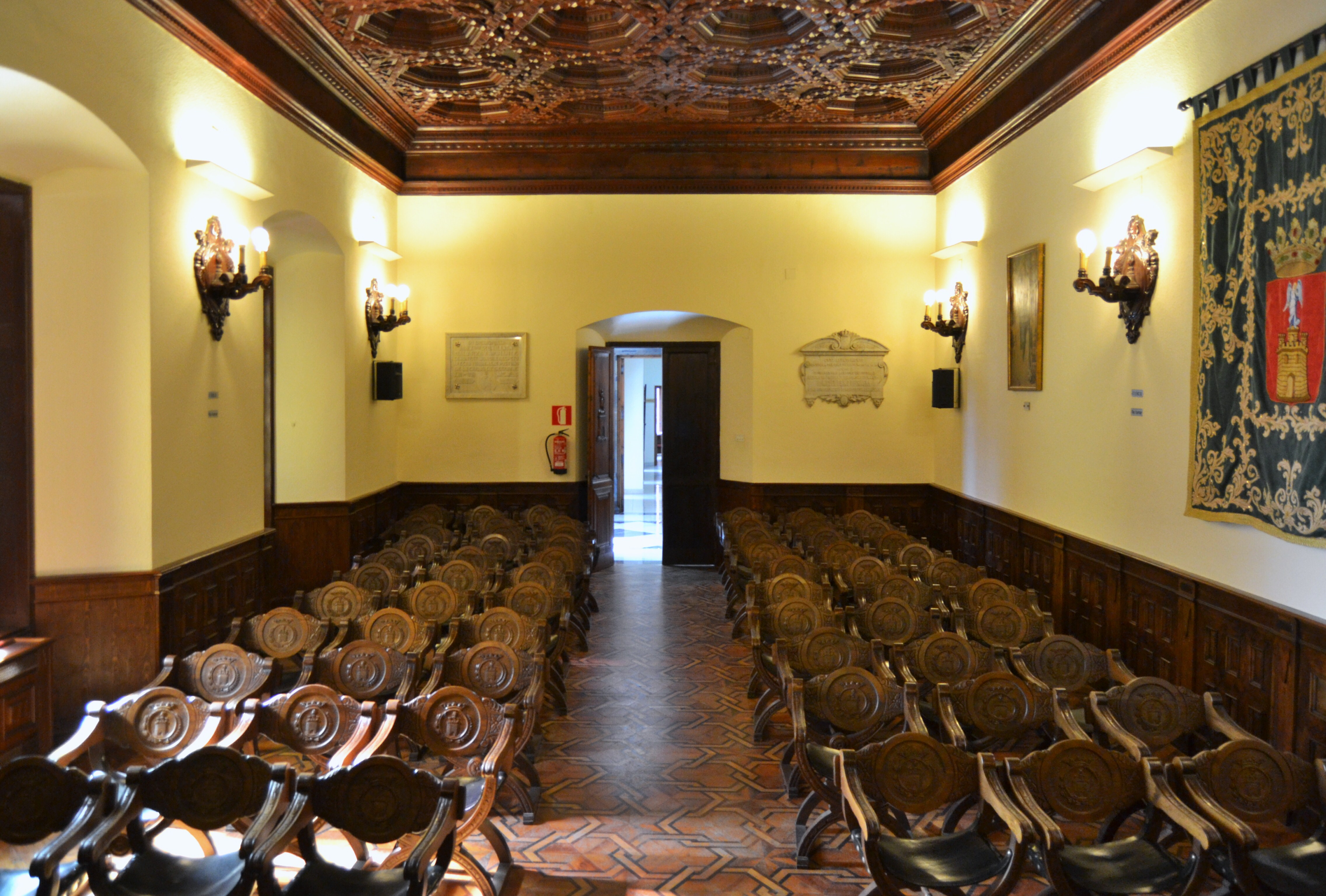
Saló de plens de l'Ajuntament

Segons informació proporcionada en la seva declaració de Conjunt Històric a la població de Sogorb, publicada al BOE, la definició literal de la delimitació del Conjunt Històric de Sogorb s'origina en la intersecció de l'eix del carrer Esperança amb la prolongació de la mitgera entre les parcel·les números 23 i 24 de l'illa cadastral número 46463, punt A; seguint el sentit antihorari, la línia delimitadora aniria des de l'origen la línia s'introdueix en l'illa cadastral número 46463 per la mitgera entre les parcel·les 24 i 23, travessant les parcel·les nombres 27 i 28 d'aquesta illa. Creua el carrer Muralla i recorre la mitgera entre les parcel·les nombres 66 i 1 de la poma nombre 47452 i prossegueix per les parts posteriors de les parcel·les nombres 1, 2, 3 i 11 i la mitgera entre les parcel·les número 15 i 16 d'aquesta illa. Creua el carrer Castellanos i recorre la mitgera entre les parcel·les 21, 22 i 26. La línia creua el carrer Pontífex i creua l'illa número 47454 entre les parcel·les nombres 6 i 7 i 11 i 12. Recorre l'eix del carrer Santiago Martín Báguena fins a introduir-se en l'illa número 48.456 i recórrer les parts posteriors de les parcel·les de la mateixa que donen a la plaça de l'Aigua Neta. Creua el carrer Guimerà, continua per l'eix del carrer de la Pau i creua l'illa número 48442 entre les parcel·les 4 i 5. Continua per les parts posteriors de les parcel·les nombres 10, 11 i 12 de l'illa número 48431. Creua el carrer José Escrig i envolta les parcel·les nombres 24 i 25 de la poma 48433. Creua el carrer Marcelino Blanco i recorre la posterior de l'Ajuntament i les mitgeres entre les parcel·les 4 i 29 i 5 i 28 i les posteriors de les parcel·les nombres 5, 7, 8, 9 10, 11, 12, 13 i la mitgera entre les parcel·les 13 i 14. Continua per l'eix del carrer València i per l'eix del carrer José Jimeno. Creua l'illa número 52411 entre les parcel·les 38 i 39 i recorre l'eix del carrer Torrejón i creua el carrer Castellnovo. Recorre les parts posteriors de les parcel·les nombres 1, 4, 7, 11 de la poma nombre 53453; travessa l'illa número 29 i prossegueix per les parts posteriors de les parcel·les d'aquesta illa que donen al carrer Cervantes i al carrer Peñalba. Creua el camí Picapedrers i envolta les parcel·les número 8, 9, 10, 1 i part de la parcel·la número 13, de la poma nombre 54480. Creua el camí de Sogorb a la Vall d'Uixó. S'introdueix en l'illa número 52.495, recorrent la mitgera entre les parcel·les nombres 03 i 13, travessa la parcel·la número 22, i les mitgeres entre les parcel·les nombres 14 i 22 i 23 i 22 i 20 i 21. Embolica el passeig Sopena i el carrer Argén. Incorpora les edificacions de les parcel·les nombres 5, 6, 7, 8, 9, 10 i 11 de l'illa número 47.476 fins al punt d'origen A.
No es pot perdre de vista a l'hora de descriure aquest nucli històric que cada època i cada estament ha anat deixant en les construccions que elevava a la ciutat la seva empremta, i és això el que li dona la configuració a la qual ha arribat actualment.
La casa comuna respon a la tipologia corrent de la comarca, consistent en cases que s'apinyen, de manera compacta, en els carrers estrets i tortuosos en què abunden sobre. De donen lloc a amb petites places i racons tranquils. Les cases solen ser unifamiliars, de dues o tres altures, segons les zones. La fàbrica de maçoneria, arrebossades utilitzant tons clars entre els quals destaca l'ús majoritari del color blanc. Normalment la coberta és de teula àrab, presentant ràfecs lleugerament sortints, així com petites zones de terrassa que són utilitzades per a diversos usos, entre ells com a solàrium, que a les zones de creixement del segle xix al XX se situen en la part davantera, mantenint el ràfec i sobreposant una barana o ampit. Una altra característica d'aquest tipus de construcció és l'existència d'un nombre considerable de balcons generalment amb barana de ferro. Per la seva banda, a la zona comercial es donen també miradors de primers d'aquest segle.
Es pot distingir una major concentració d'arquitectura civil noble en les zones baixes d'eixamplament, destacant els carrers de Colom i rodalia, Bisbe Canubio, Escrich, del Cirerer, Calvo Lucia i Cervantes, així com a les places de l'Aigua Neta, Cova Santa i Almodí. Alguns edificis més han aconseguit mantenir les seves característiques malgrat les constants modificacions que sigui produït en els últims anys, així, els edificis dels carrers Cervantes, Sant Antoni i Sopeña, són exemple d'això. Al nucli més antic a penes hi ha restes d'algunes edificacions a la plaça de les Ànimes i en els carrers més propers al castell. Els més representatius serien l'Ajuntament (va ser la residència dels ducs de Sogorb i Medinaceli), el Museu Municipal (ubicat a l'antic jutjat i presó) i l'Hospital.
L'actual Ajuntament, situat en part baixa de la ciutat, va passar a ser propietat del Consell l'any 1864 quan el va comprar. L'edifici podria datar-se en l'època d'Alfons d'Aragó, segon duc de Sogorb entre 1522-1562.
El Museu Històric Municipal, que es troba extramurs, porta en la seva façana la placa i inscripció de Carles IV, per la qual cosa se suposa es va construir en aquesta època. És una edificació neoclàssica sòbria, amb tres plantes marcades per una senzilla imposta. En el seu frontis, sobre una font d'època, es va construir al segle xix un edicle per a albergar l'estàtua de la Justícia.
La Casa de la Misericòrdia i Hospital, edificis datats en època del bisbe Gómez de Haedo, que va manar la seva construcció utilitzant per a això part dels materials del castell que s'estava desmantellant. En l'actualitat és un hotel. Es tracta d'un edifici rectangular amb dependències al voltant d'un claustre interior. L'arquitecte va ser Mauro Mínguez, iniciant-se les obres l'any 1786.
Per la seva part es poden contemplar molt a prop dels safareigs, on van quedar integrats elements d'un claustre gòtic de la cartoixa de Vall de Crist, actualment adaptats a la Glorieta.
A més dels edificis civils anteriors, podem destacar un gran nombre d'edificis religiosos que deuen la seua abundància a ser Segorbe seu episcopal.
La catedral es va construir intramurs, adossada en part a les muralles, a partir de la repoblació cristiana en temps de Jaume I. De l'edifici original que data del segle xiii no queda res, contemplant actualment la construcció iniciada en segle XIV que es va acabar al segle xv.
L'església de Sant Pere va ser edificada a mitjan segle xiii, després de grans transformacions amb prou feines queda res del seu caràcter mudèjar. Era de sostre de fusta en vessant a dues aigües sobre arcs torals.
El convent d'Agustines s'alça a l'antic Beateri de Sant Martí, fundació del Bisbe Pere Ginés Casanova. Les obres es van iniciar el 1620 i destaca el temple com a exemple de classicisme prebarroc amb una bona portada, així com per la seva col·lecció de retaules i pintures.
L'església dels dominics, de planta de creu llatina, amb cúpula i galeries superiors. La decoració és barroca.
En 1635, amb el patrocini del fundador d'aquest, Pere Miralles, que va morir abans d'acabar l'obra, es va iniciar la construcció del conjunt de l'escola i temple dels jesuïtes. L'accés es realitza a través d'una portada amb llinda, flanquejada per columnes corínties i àtic emmarcant el gran balcó principal. La del temple porta columnes jòniques amb retropilastres i escut en el temple partit i corbat. De planta de creu llatina, porta galeries sobre capelles laterals. El domina una gran cúpula, amb llum pròpia en el tambor i talla barroca. Les voltes són de llunetes, excepte en el presbiteri que és de mig canó amb cassetons.
Quan en 1771 es produí l'expulsió dels jesuïtes, Carles III el va cedir al bisbe Alonso Cano per al seu ús com a seminari.
L'església de Santa Anna, l'únic restant del convent dels pares Mercedaris, és un exemple d'arquitectura barroca. És d'una sola nau, sense creuer, amb capelles entre contraforts, pilastres, capitells compostos i rica talla en estuc amb abundància d'elements ornamentals de permòdols, fantàstiques fulles, rosetes, querubins i sostenidors als costats dels finestrals portant cistells de fruites sobre el cap.
Del castell queden escasses restes, destacant la torre de l'Estrella. Del recinte emmurallat perviuen alguns llenços de murs, portes i torrasses, de pedra i maçoneria, de considerable gruix i altura en algunes zones. Les restes semblen correspondre a mitjan segle xiv. El més notable són les dues torres que es conserven, presó i botxí, i les portes la Presó i la Verònica, de configuració també medieval. Pel que fa a la transformació de l'aqüeducte, presenta grans arcs gòtics que l'uneixen a la torre del Botxí i des d'allà condueixen l'aigua sobre la muralla mateixa a la zona del carrer de l'Argent cap a l'interior de la ciutat.

## Història
La ubicació de Sogorb és des del punt de vista geogràfic molt estratègica, ja que se situa entre dos turons que dominen la zona. És per aquesta raó per la qual la població ha estat habitada des de la prehistòria, fins als nostres dies, succeint-se diverses civilitzacions, des dels ibers, destacant l'època romana, visigoda, musulmana i així la seva rellevància com a cap eclesiàstic de la seva diòcesi, que repercuteix al seu torn en les edificacions del nucli poblacional. Els seus monuments són molt variats i està inclosa en el recorregut turístic cultural del "Camí del Cid", el qual segueix les petjades de Rodrigo Díaz de Vivari a través del poema èpic el "Cantar de mío Cid".
Així, els primers assentaments humans de Sogorb es deuen a l'època neolítica. També està documentada, per les excavacions arqueològiques realitzades, l'existència de població prehistòrica en el Puntal del Nap o Cim del Nap, al nord de Sogorb, en la coneguda com a partida de Rascaña; en l'edat del Bronze.
Durant la dominació romana el nucli poblacional va haver de cobrar certa importància segons mostren les importants restes arqueològiques, que s'han anat trobant. De fet hi ha historiadors que consideren que Sogorb és l'antiga i famosa ciutat romana de Segobriga, malgrat que uns altres consideren que aquesta és la situada en Saelices, Conca. Basen aquesta teoria, en què en aquesta ciutat es va restablir el bisbat hispà visigot d'aquest nom, històricament conegut des del tercer concili de Toledo de l'any 589, a pesar que l'any 1176 va tenir seu provisional a Albarrasí, mentre Sogorb continuava sota el domini musulmà, època en la qual també va tenir certa esplendor; i més tard durant la residència en la població del convertit Zayd Abu Zayd, quan torna a ser seu episcopal substituint a la fins llavors seu provisional d'Albarrasí. Malgrat que va passar a ser propietat de diversos nobles al llarg de la seva història, la major part d'ella va pertànyer a la Corona d'Aragó. L'esplendor de la població com a nucli fortificat anirà decaient al llarg de l'edat mitjana, recobrant importància durant el segle xix a causa de les constants Guerres Carlines que tenen lloc i que fan de Sogorb, per la seva situació estratègica i per posseir fortificacions, una zona de defensa i combat important. Després d'aquest període bèl·lic, la població tan sols conservarà la seva importància eclesiàstica en seguir sent seu episcopal, la coneguda com a Diòcesi de Sogorb-Castelló.

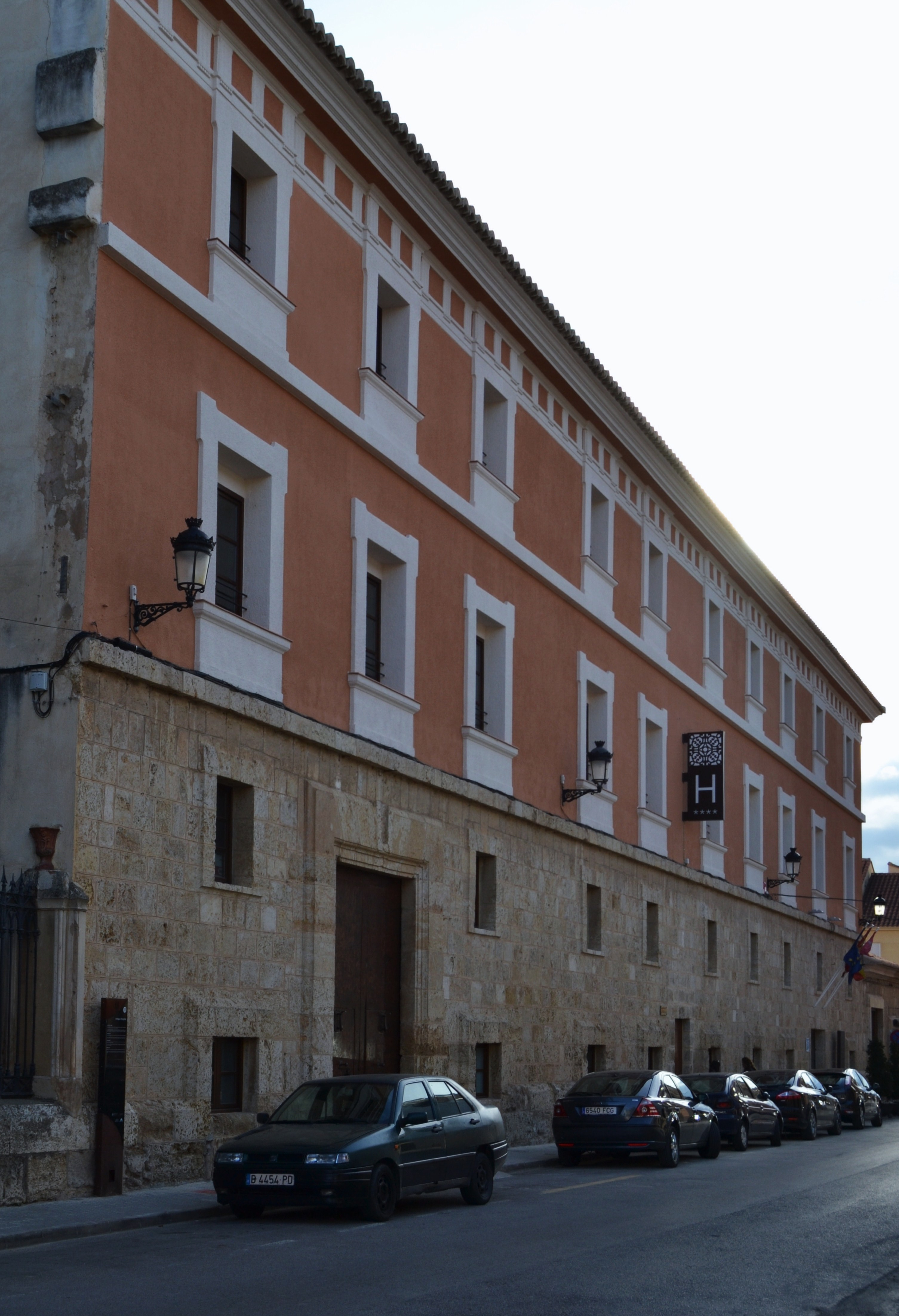
Casa de la Misericòrdia, exterior
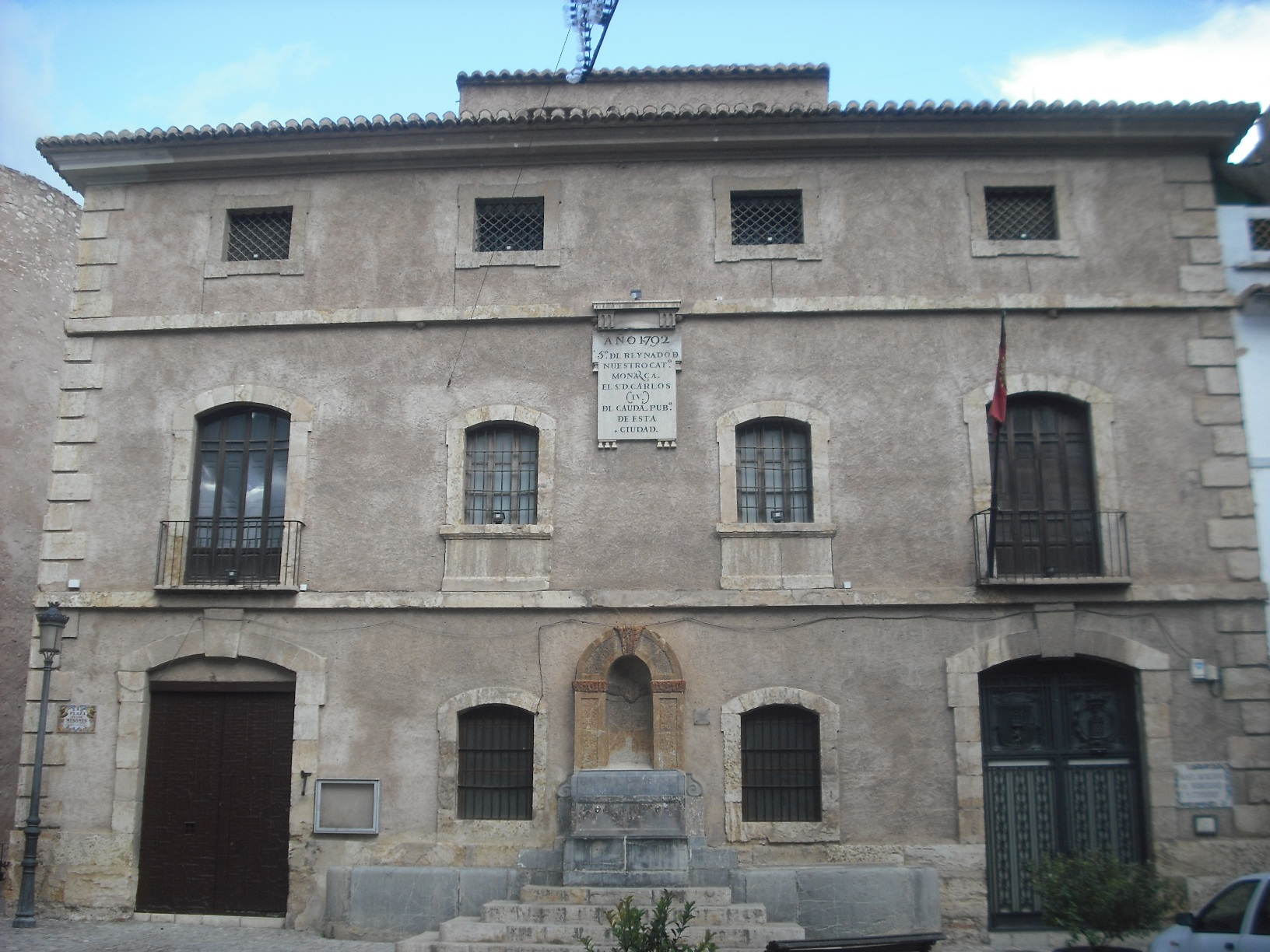
Façana Museu Municipal.
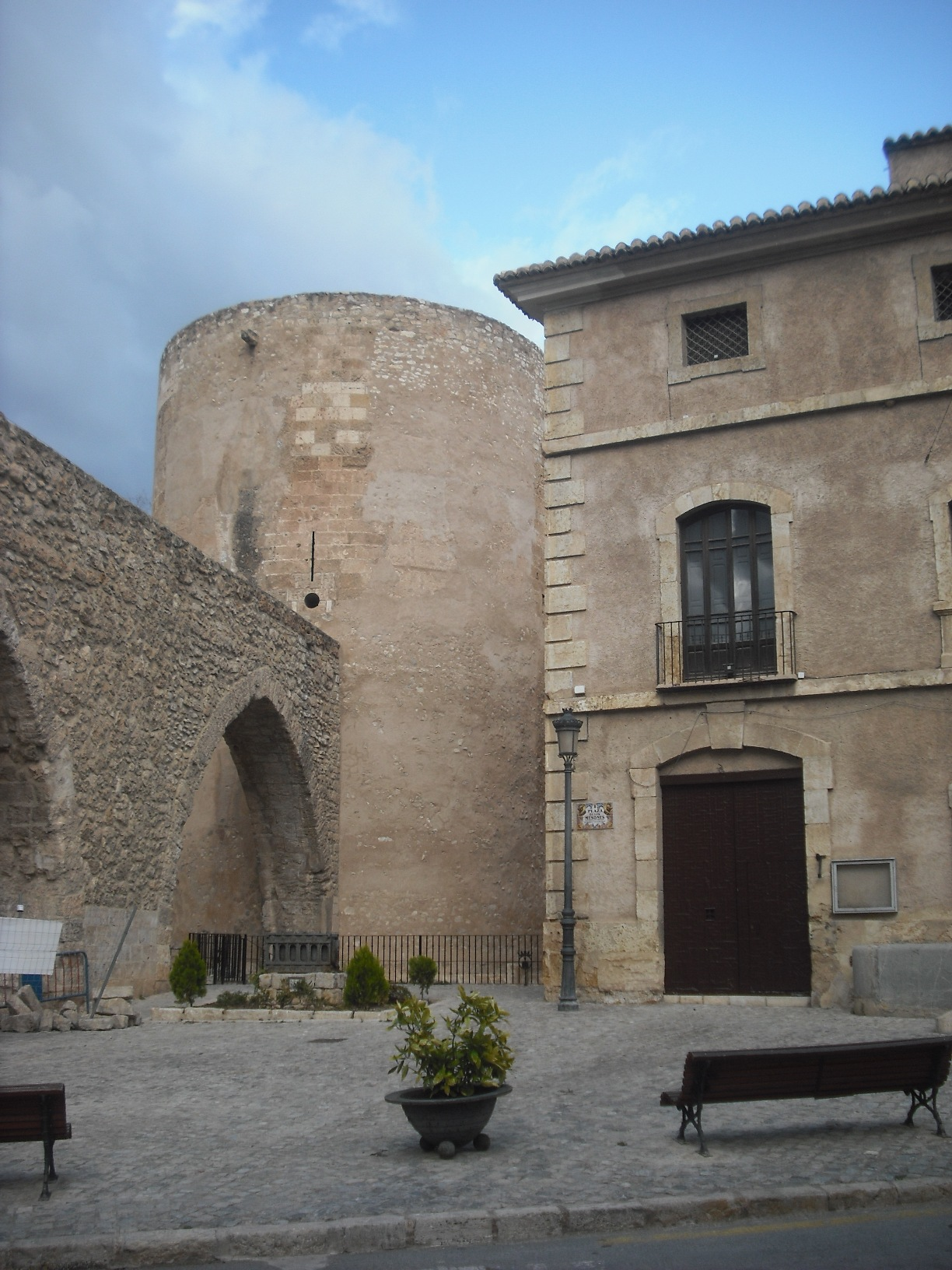
Museu al costat de la torre del Botxí
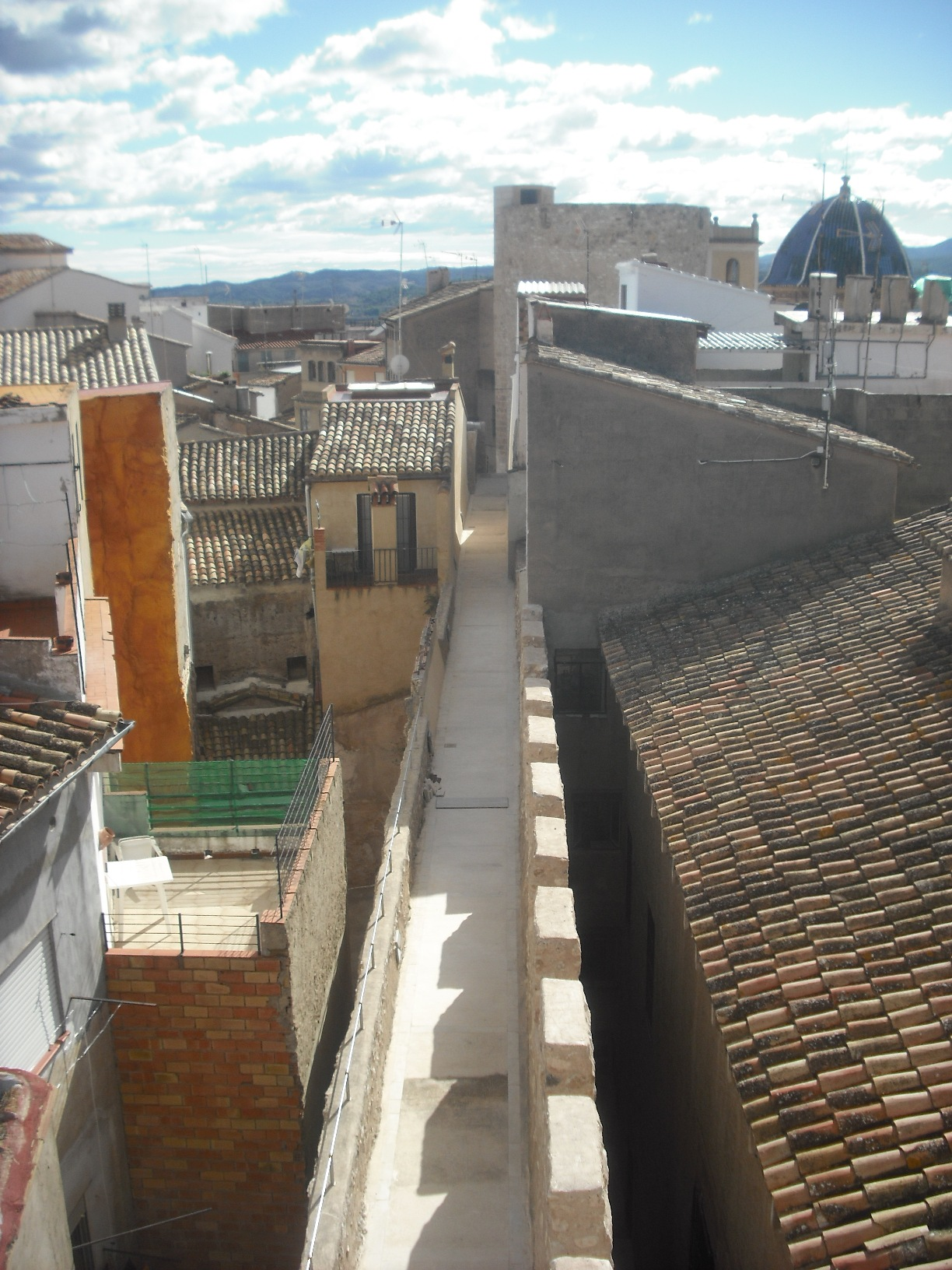
Aqüeducte
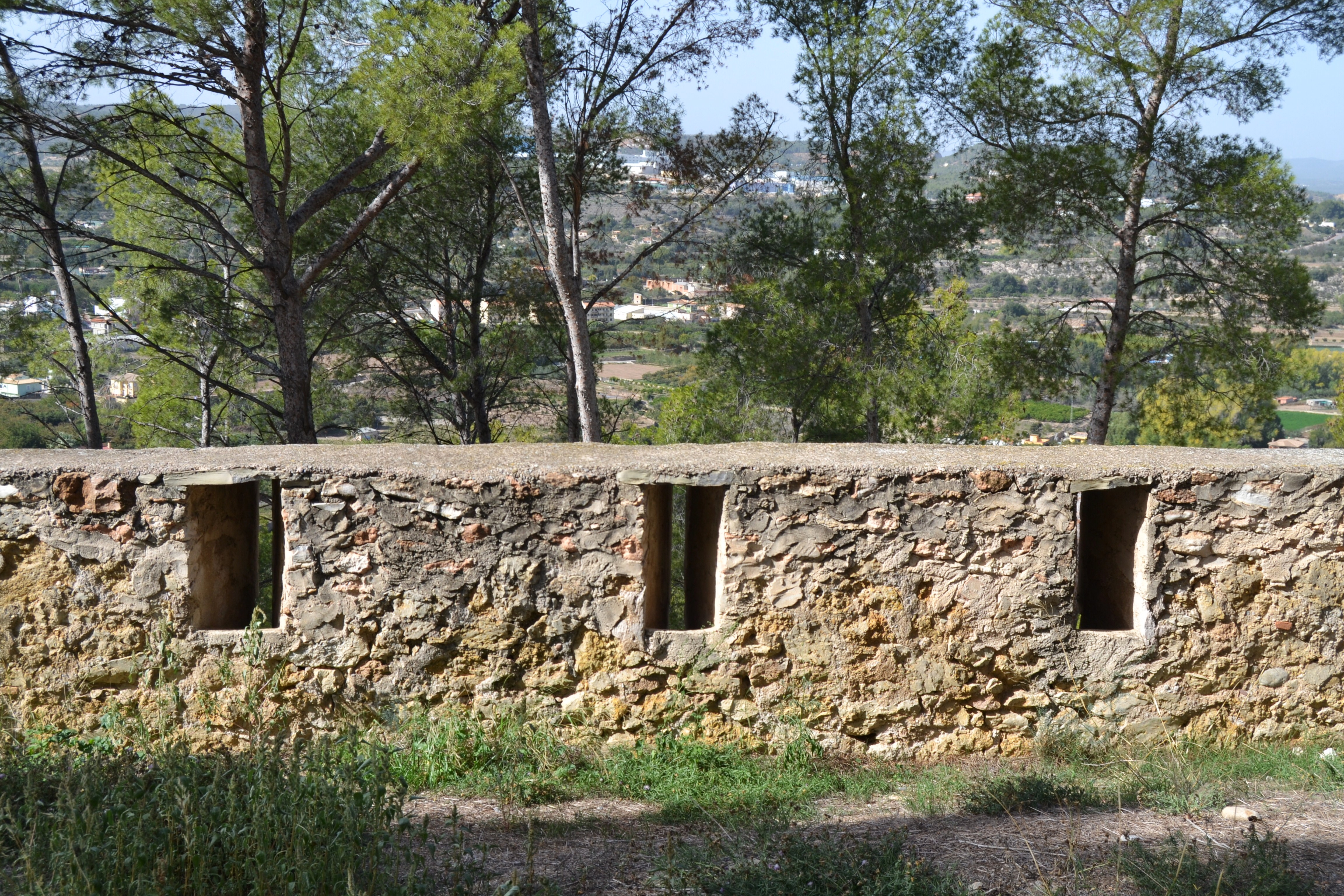
Espitlleres del Castell
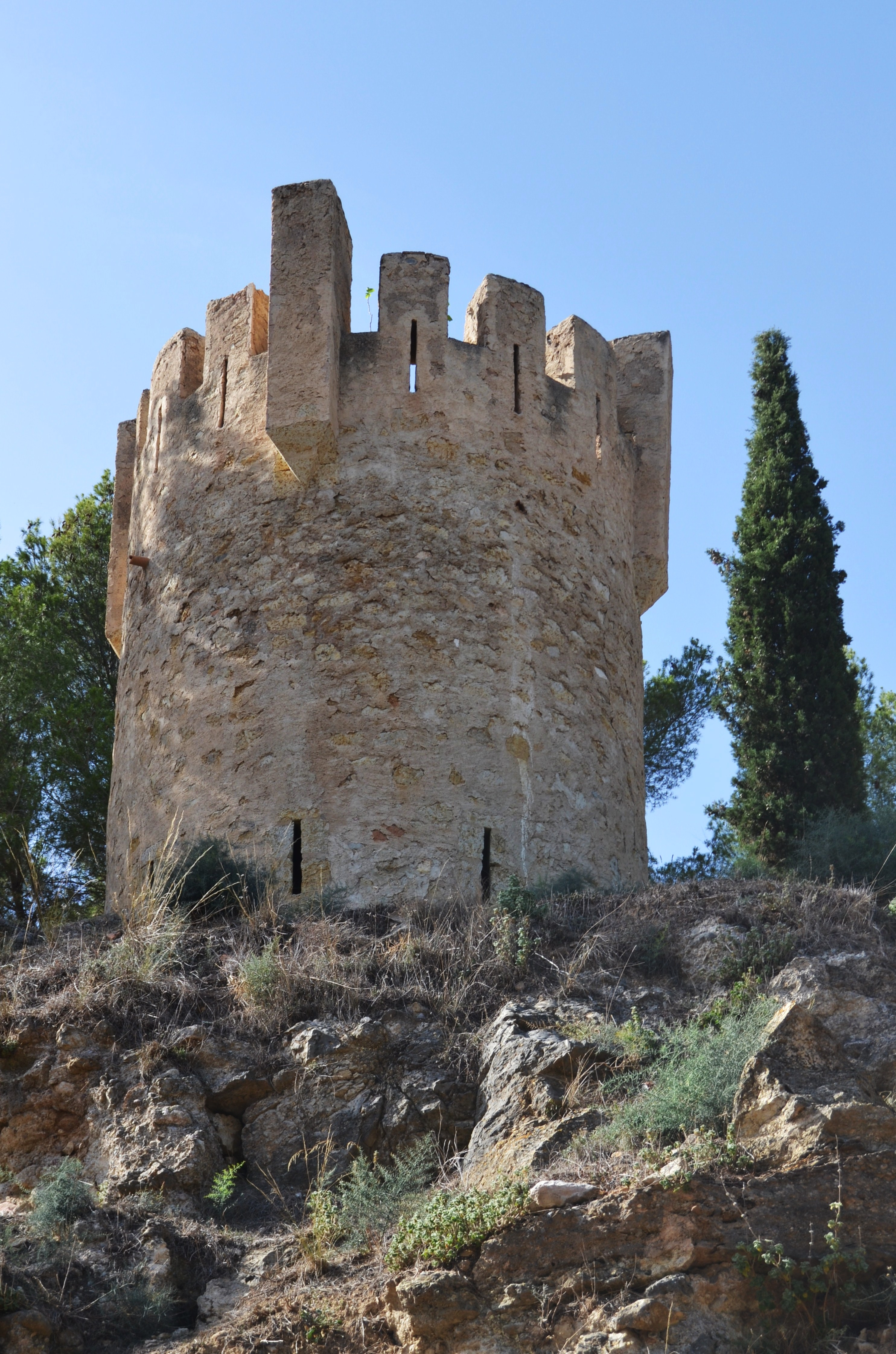
Torre de l'Estel, Castell
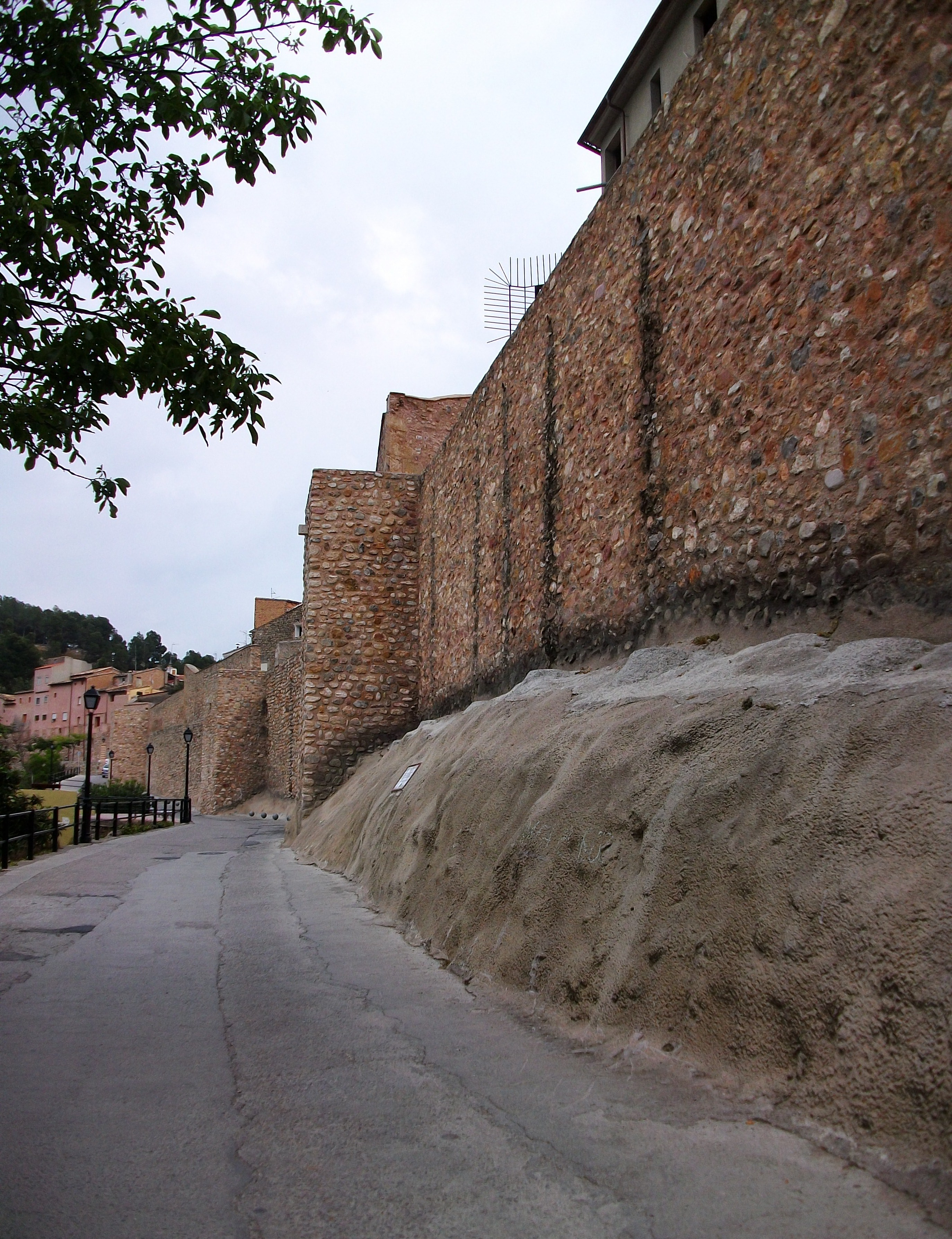
Muralles carrer Argén
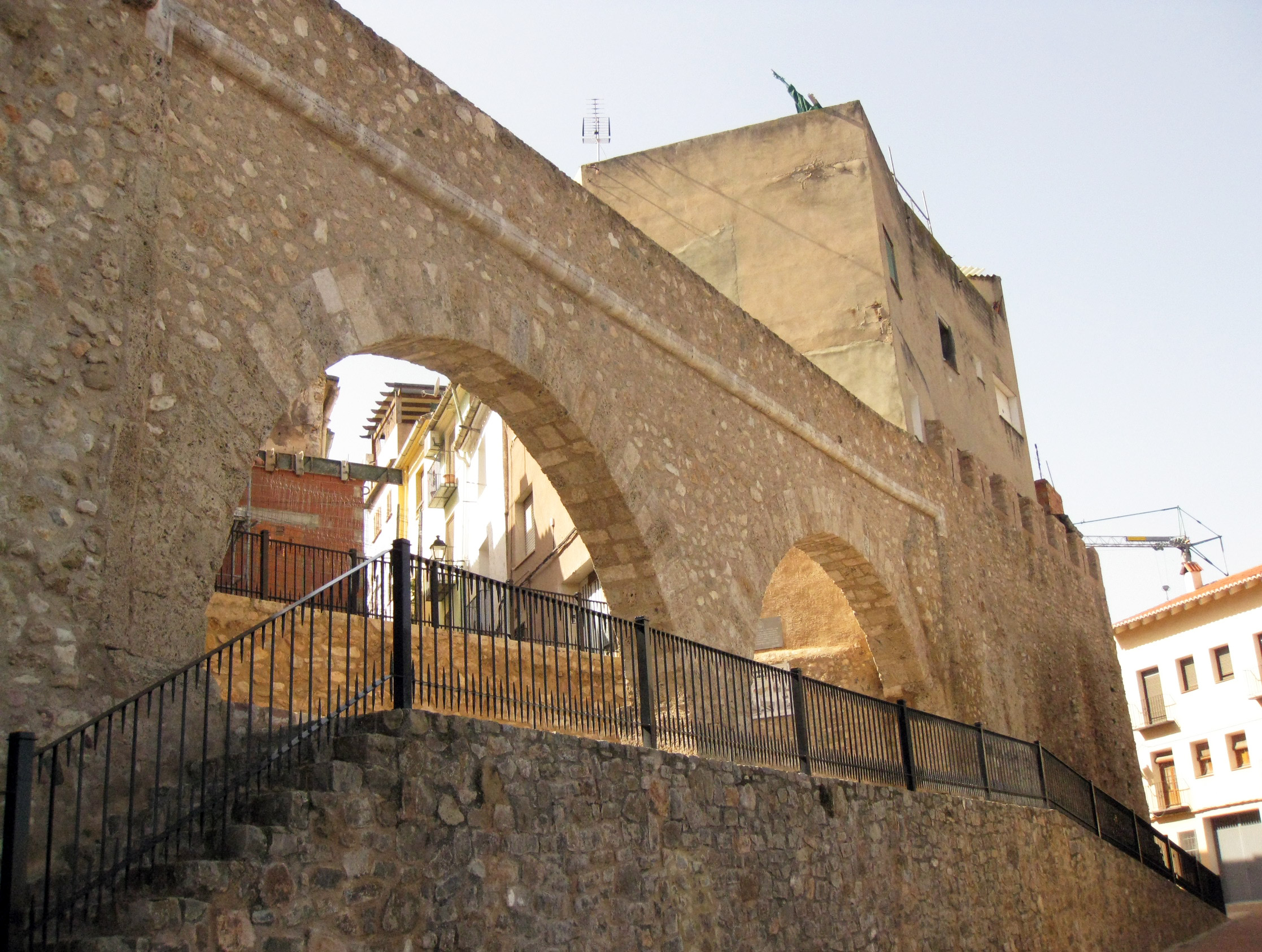
Portal carrer Argén
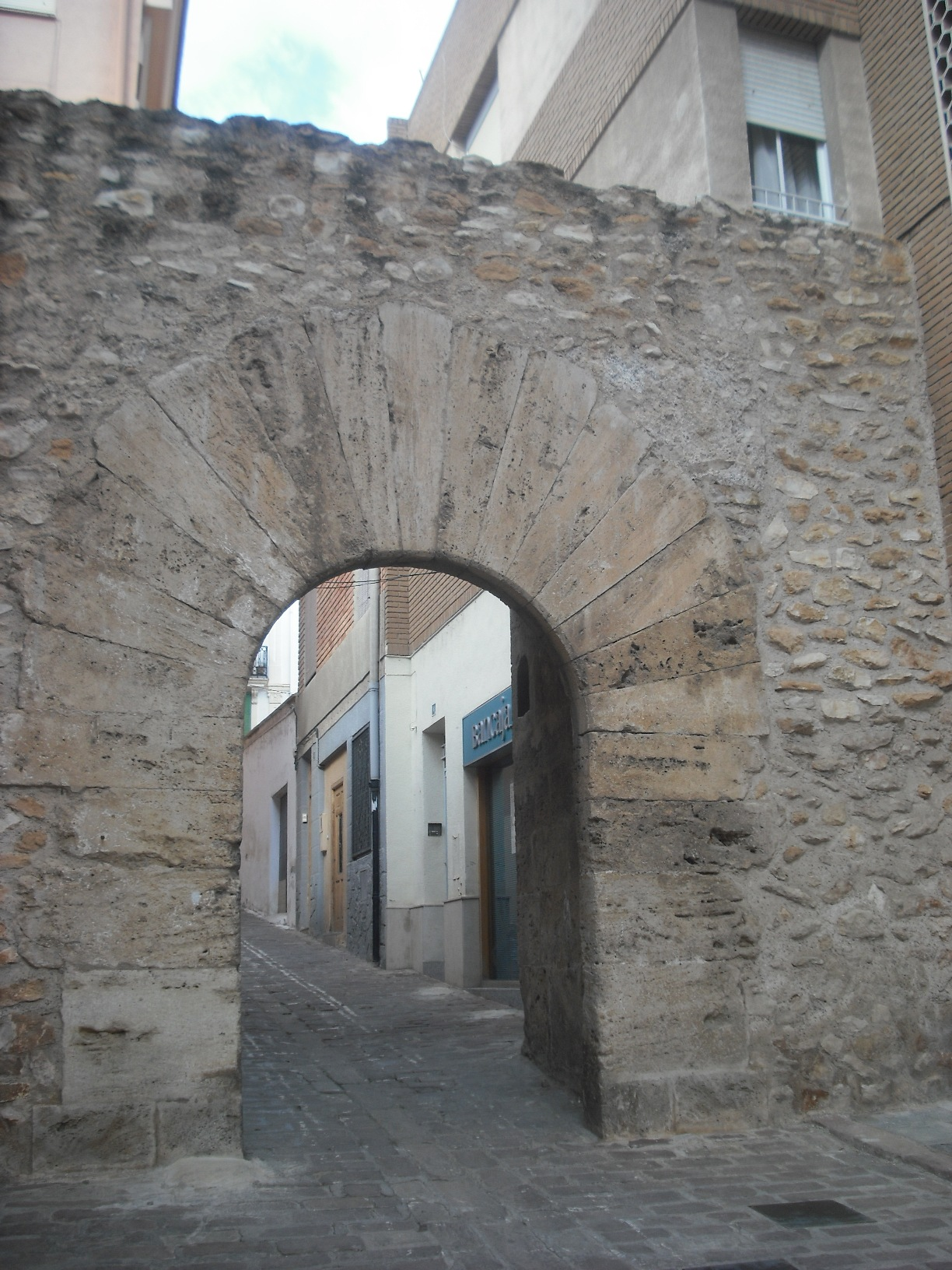
Porta de la Verònica
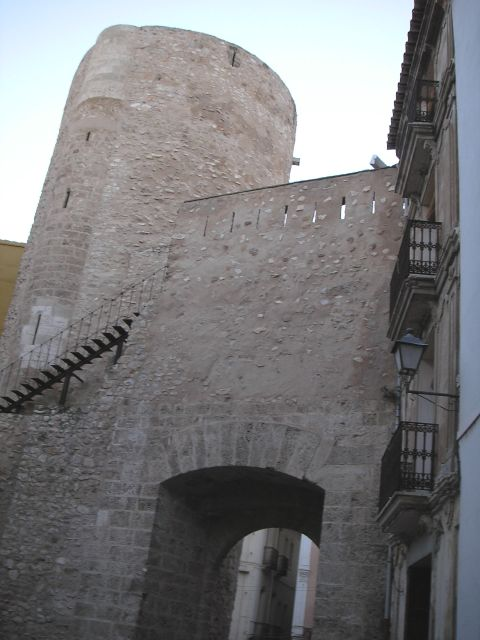
Torre de la Presó
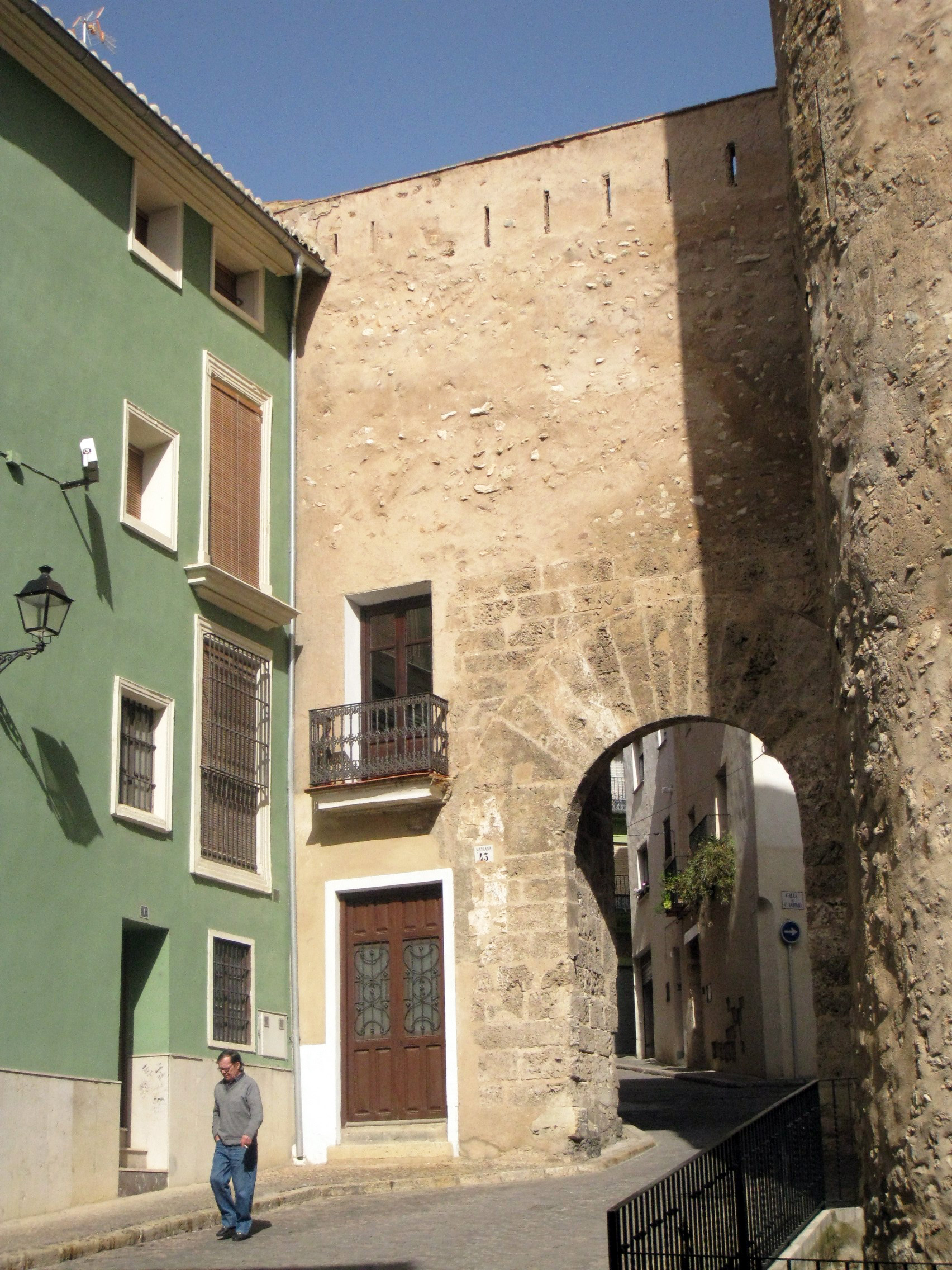
Portal de Terol
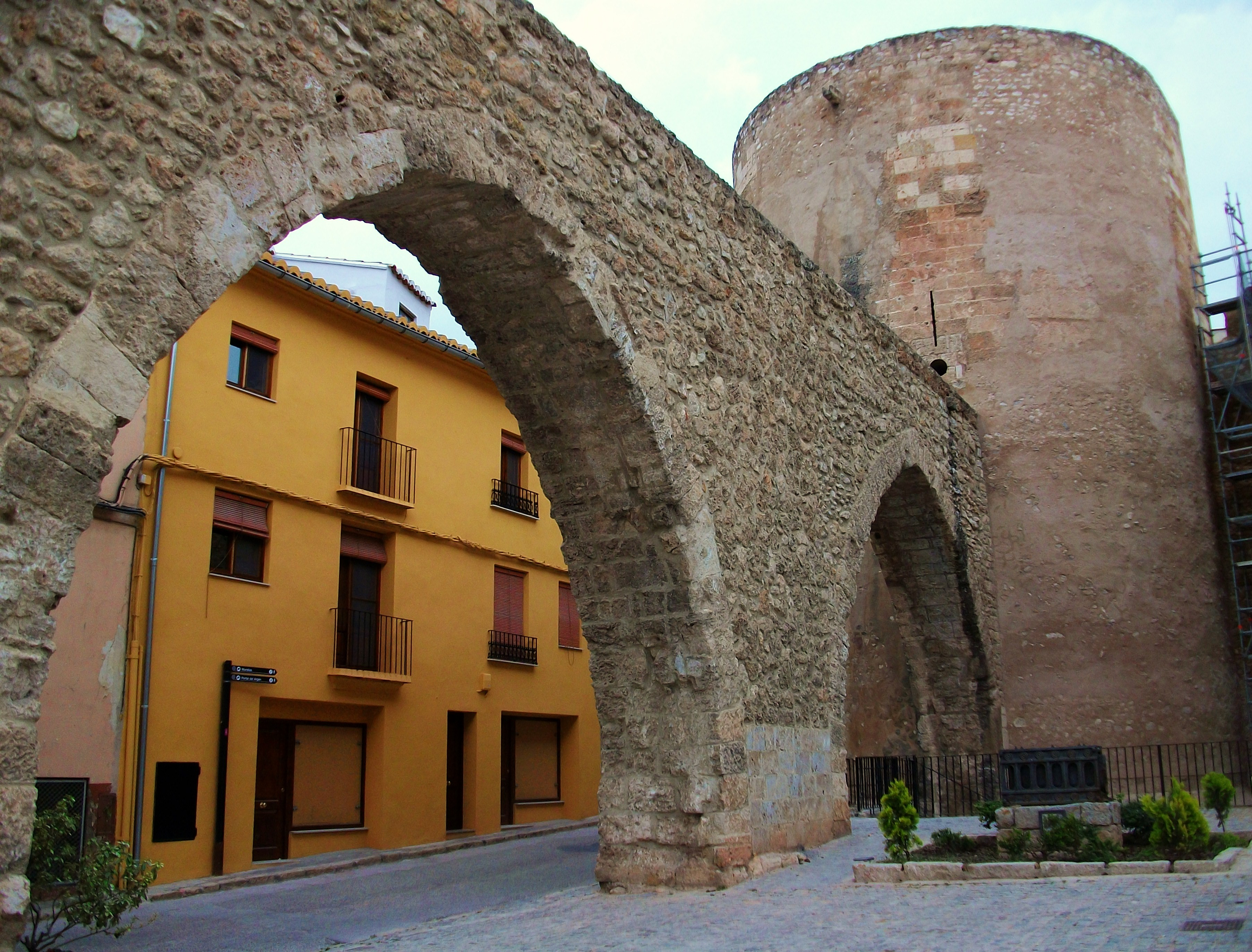
Torre del Botxí i aqüeducte
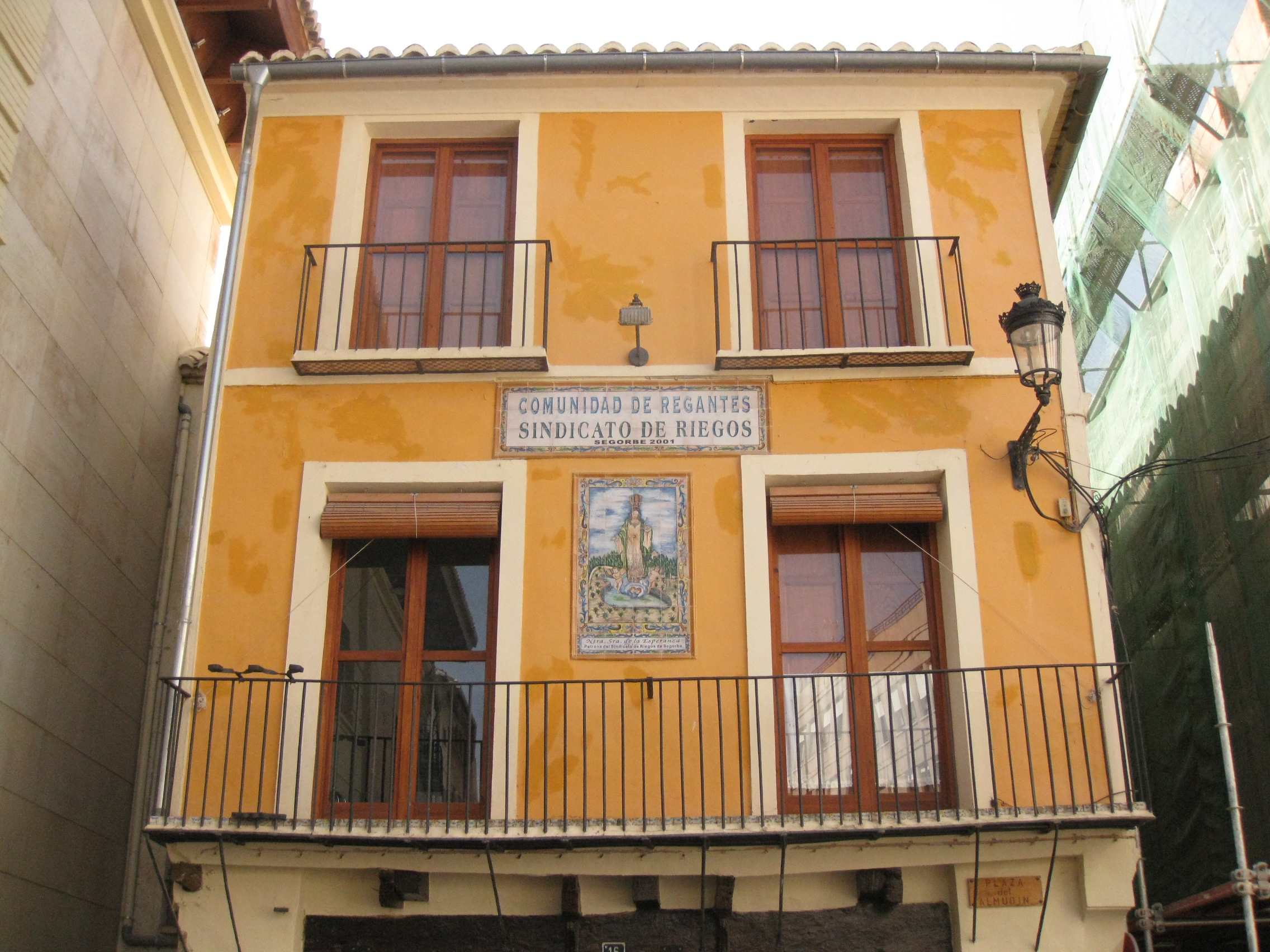
Sindicat de Regs a la plaça de l'Almodí
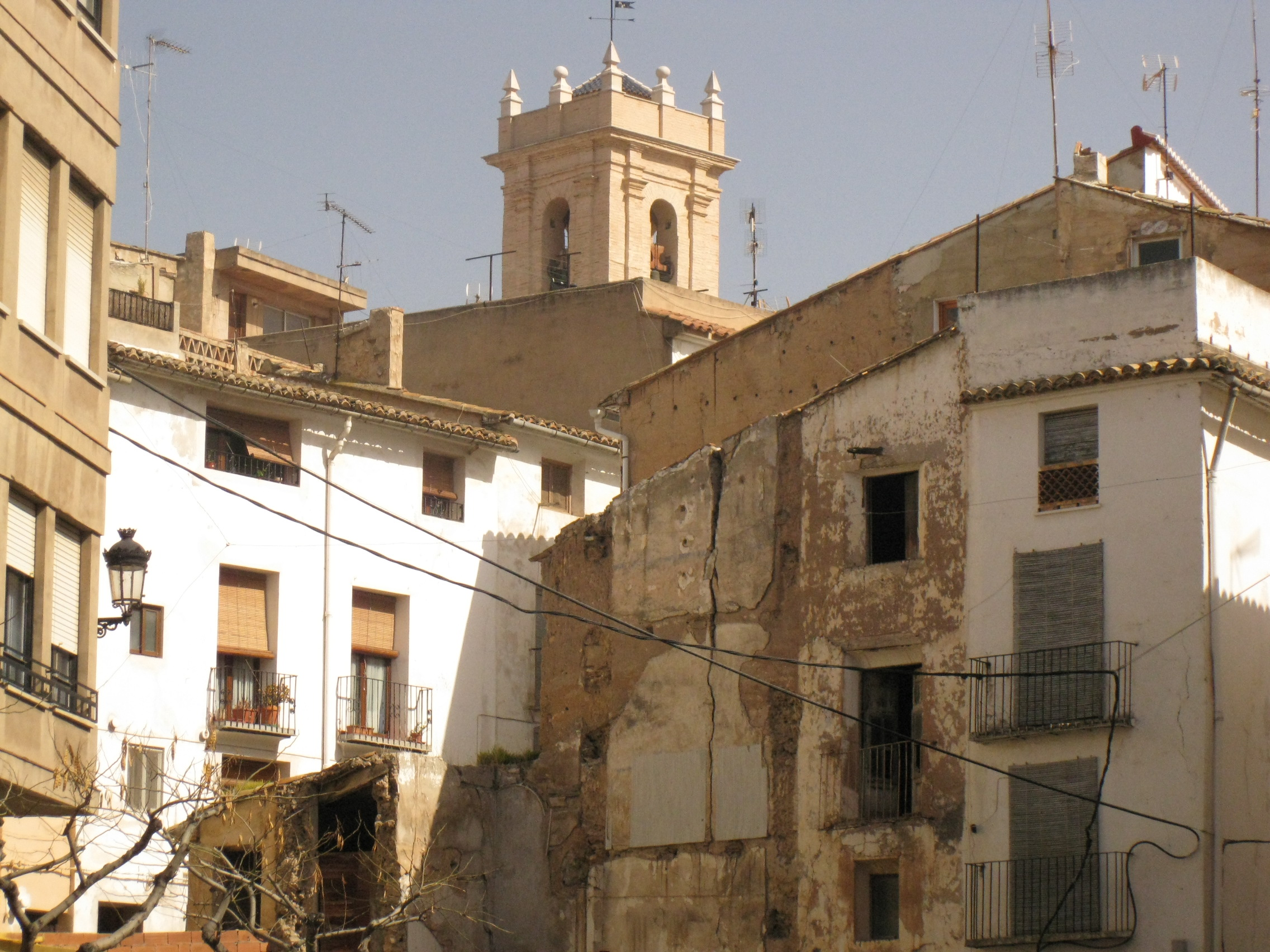
Plaça de l'Almodí
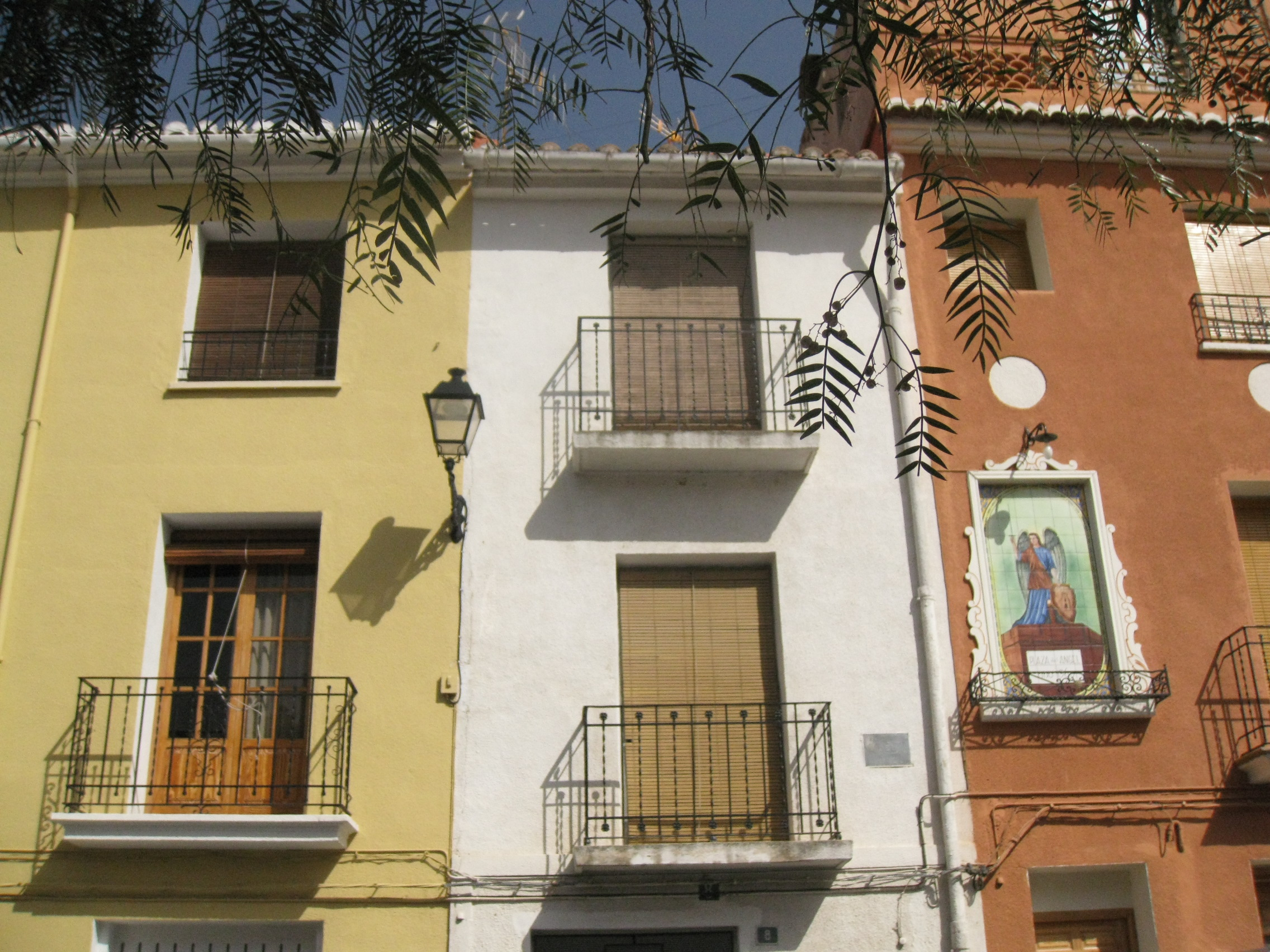
Edificis de la plaça de l'Àngel
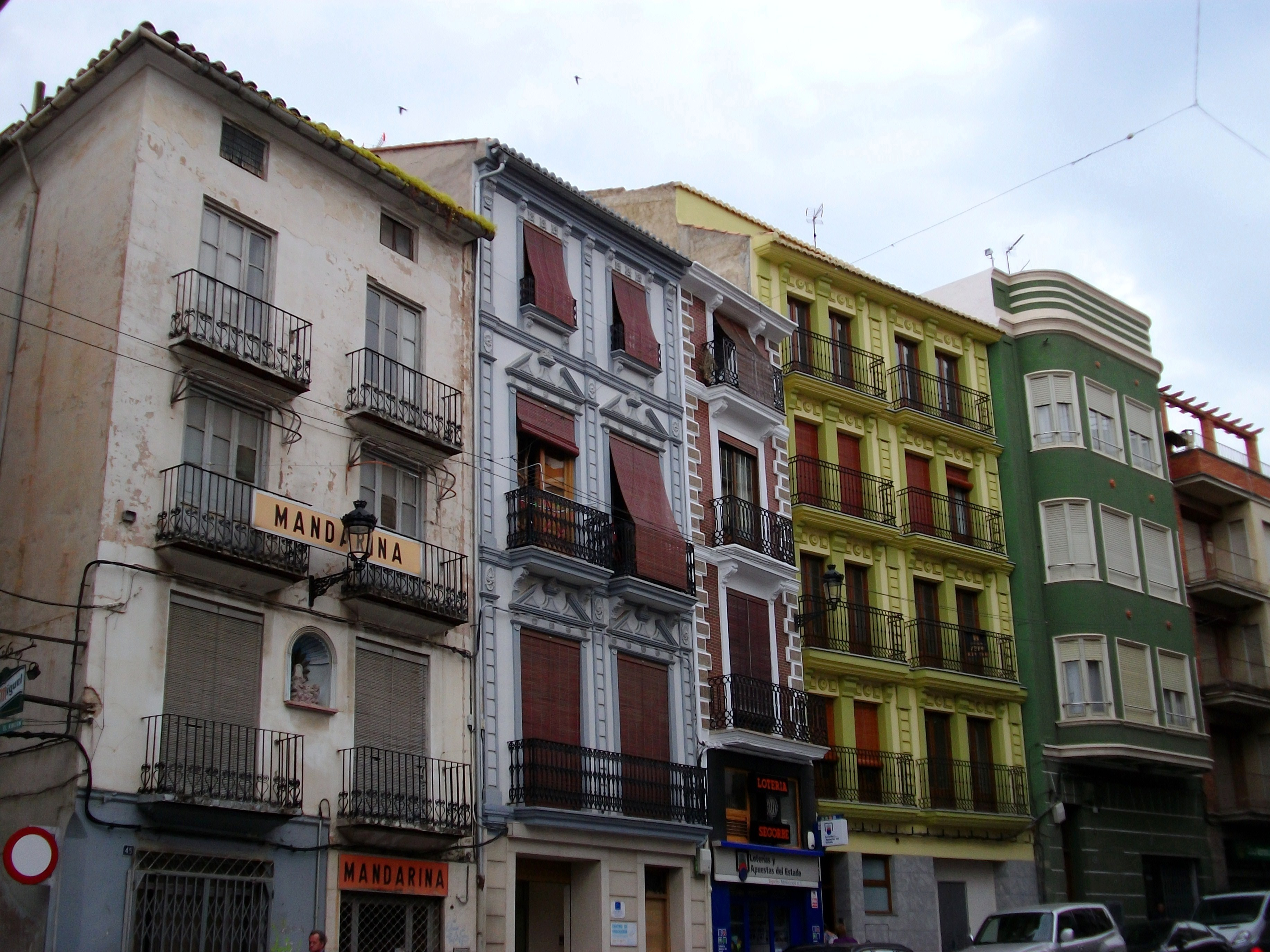
Edificis del carrer Colón
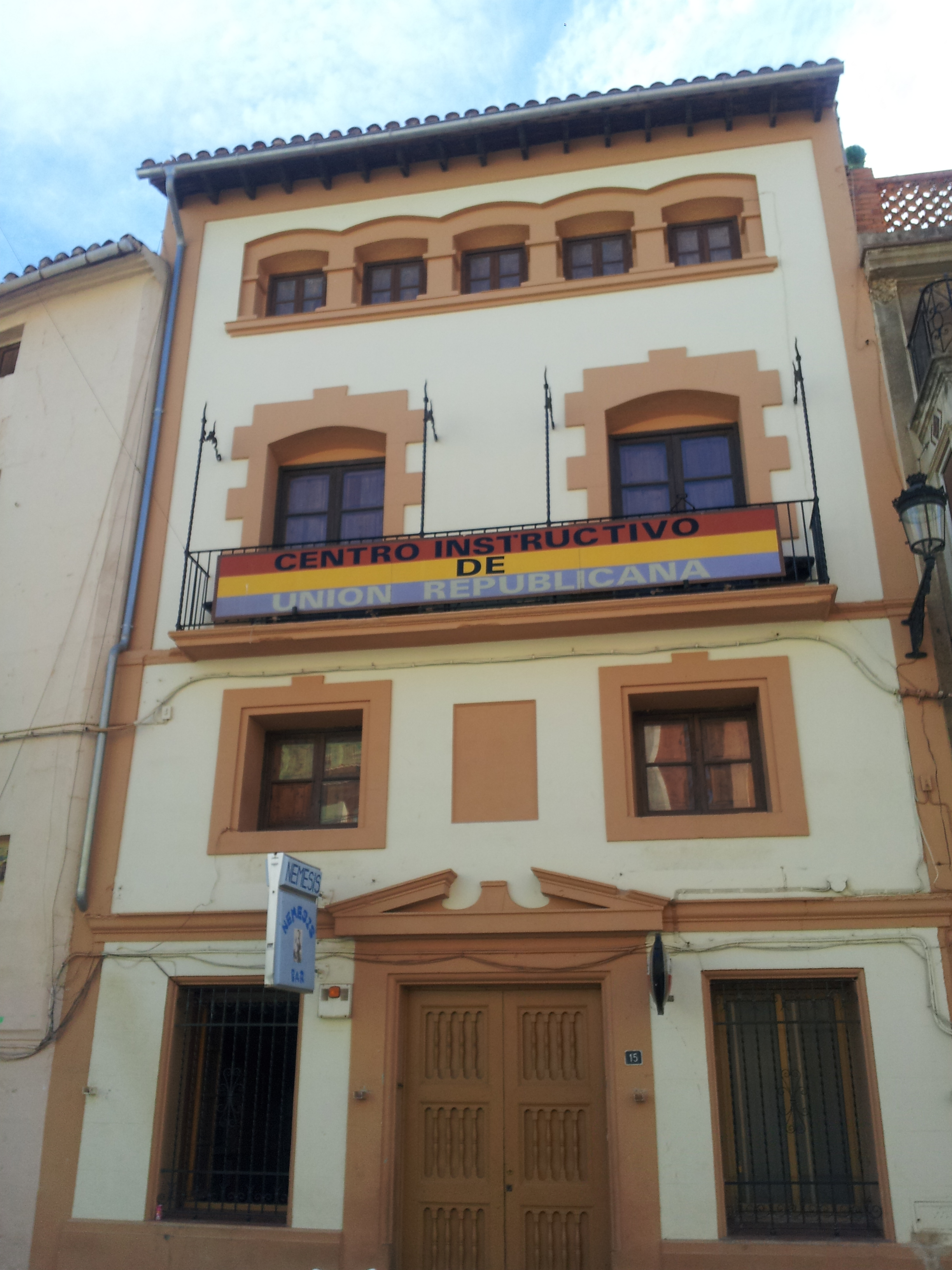
Edifici a Sogorb
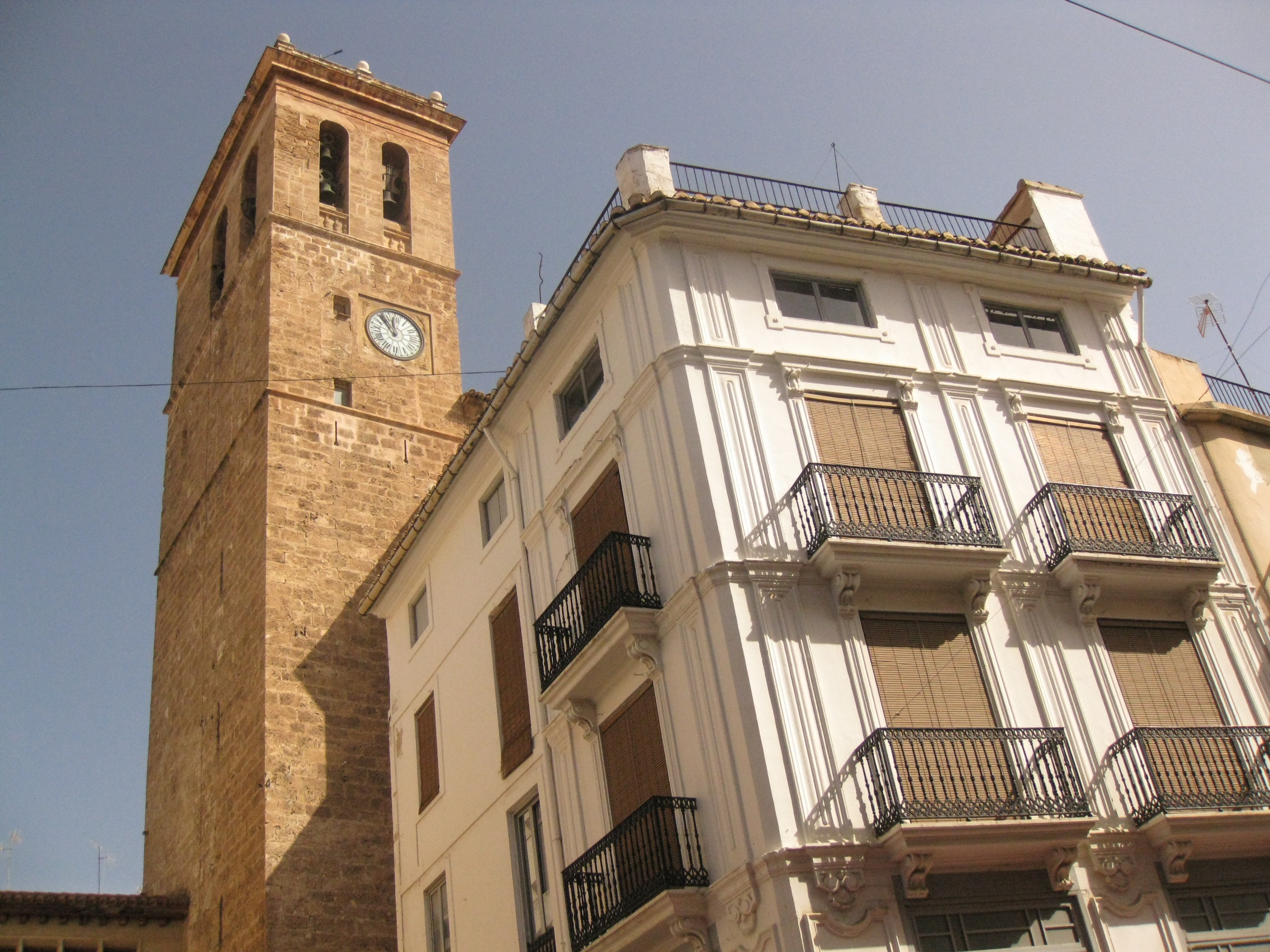
Carrer Colón i campanar Catedral
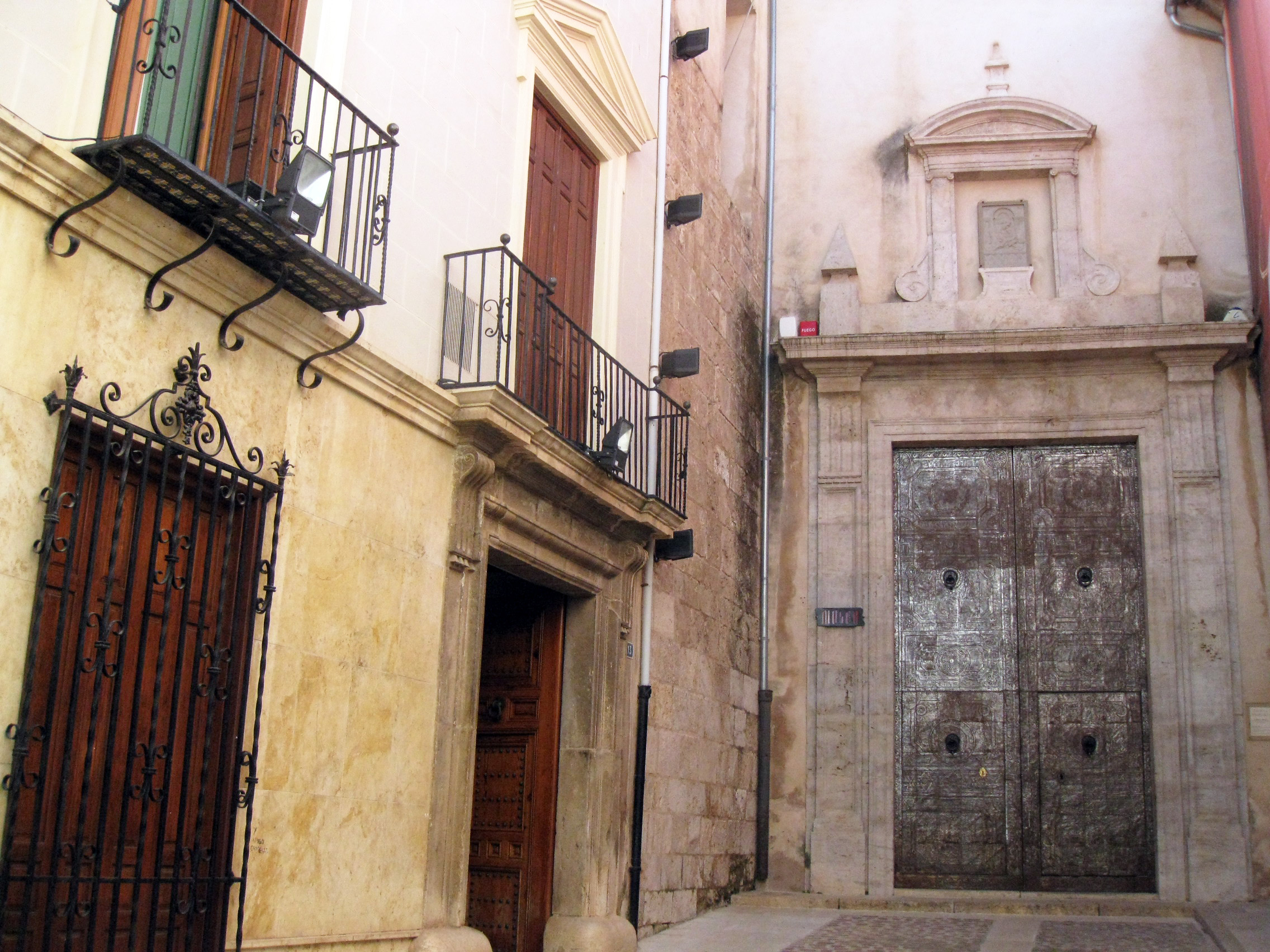
Carrer Santa Maria, entrada al claustre de la catedral
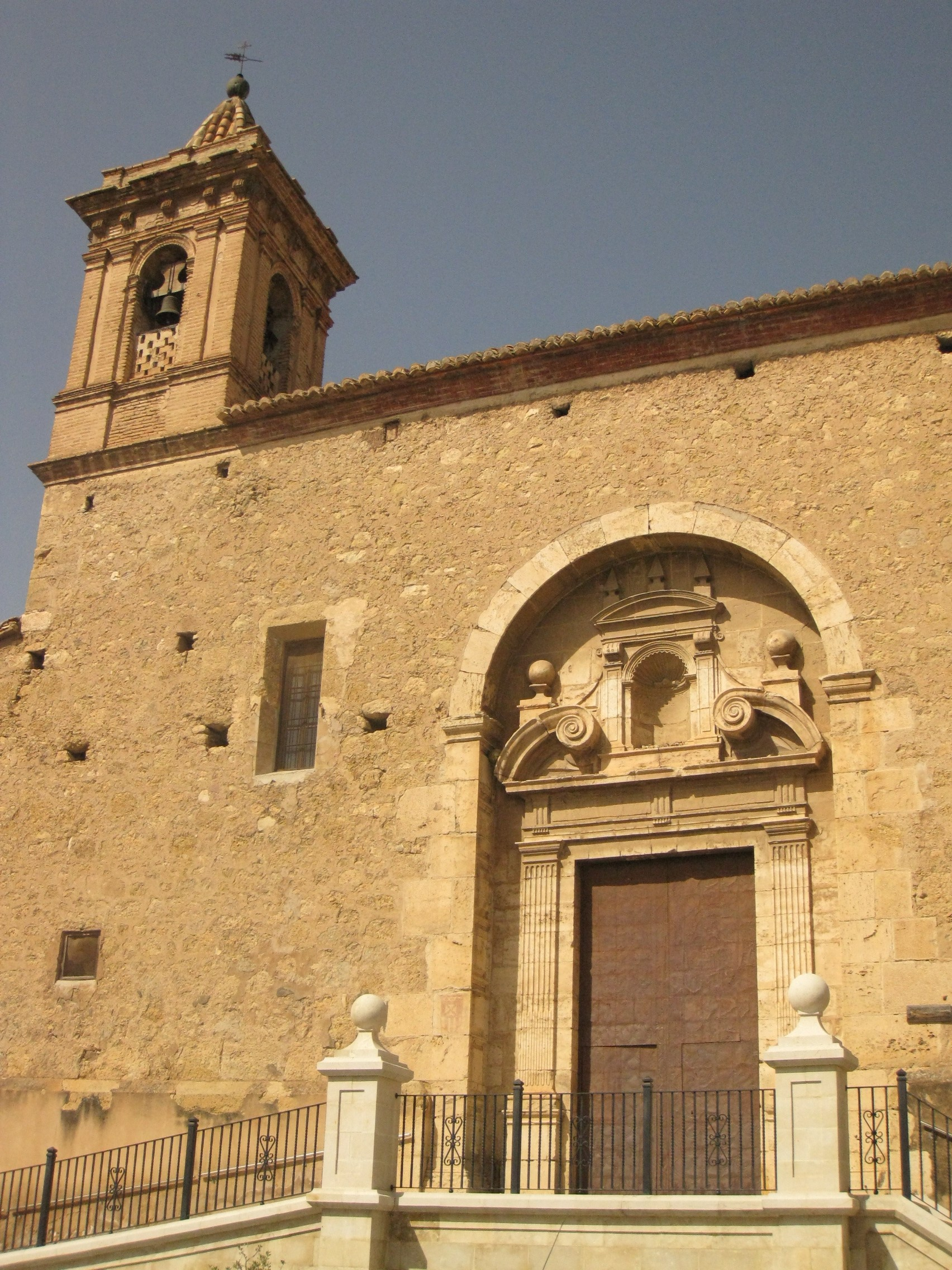
Església de Sant Martí
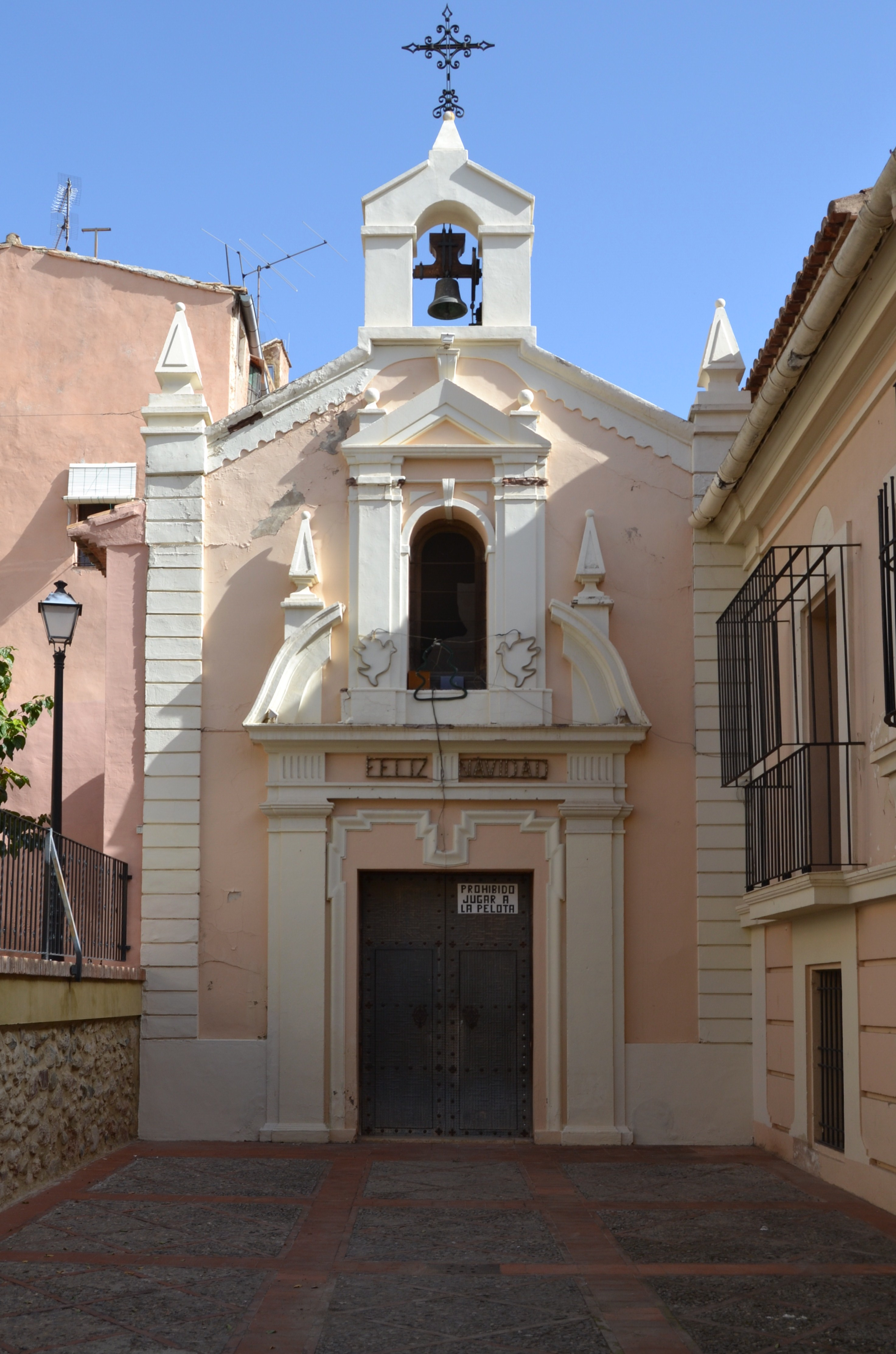
Església de Sant Pere
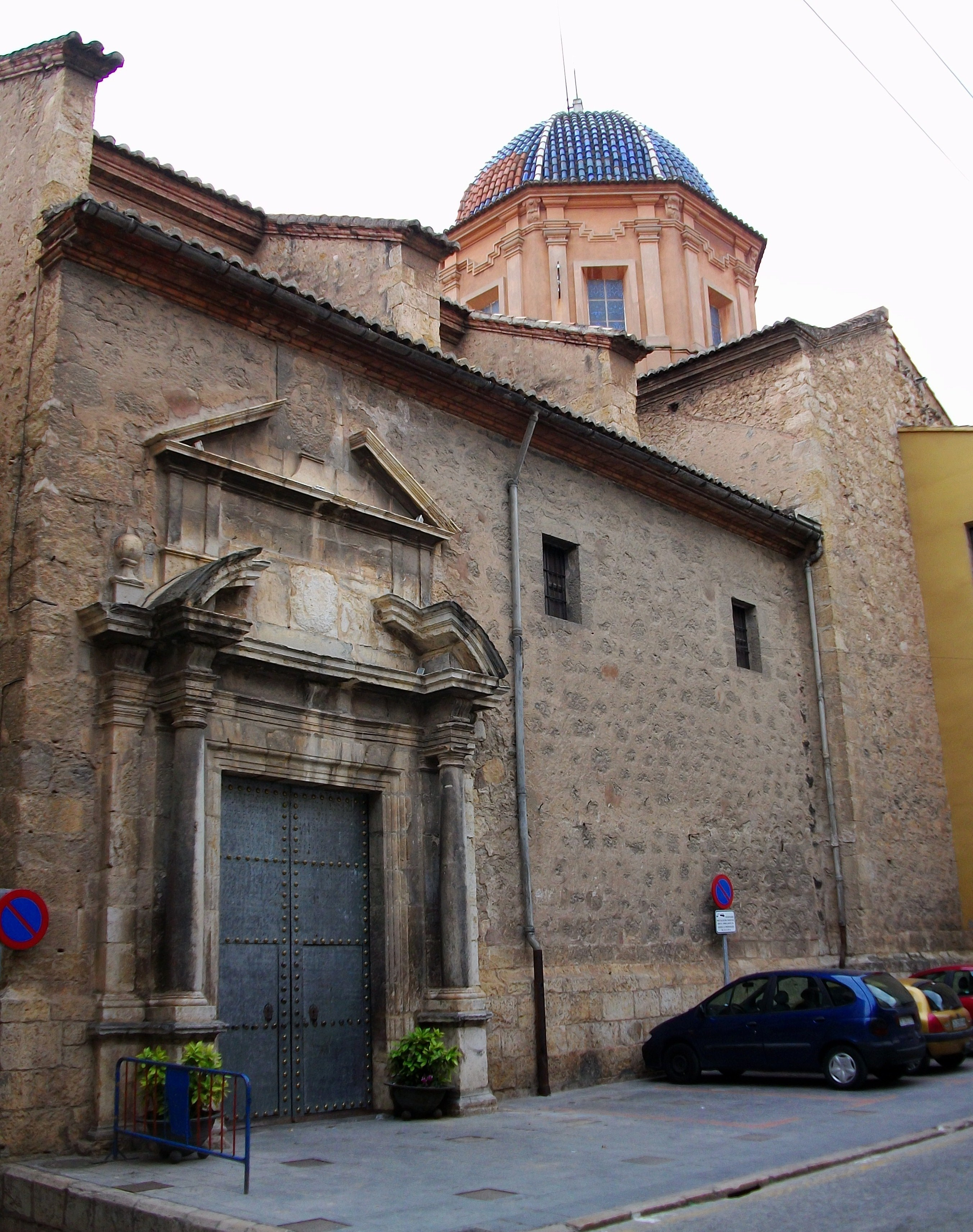
Església del Seminari
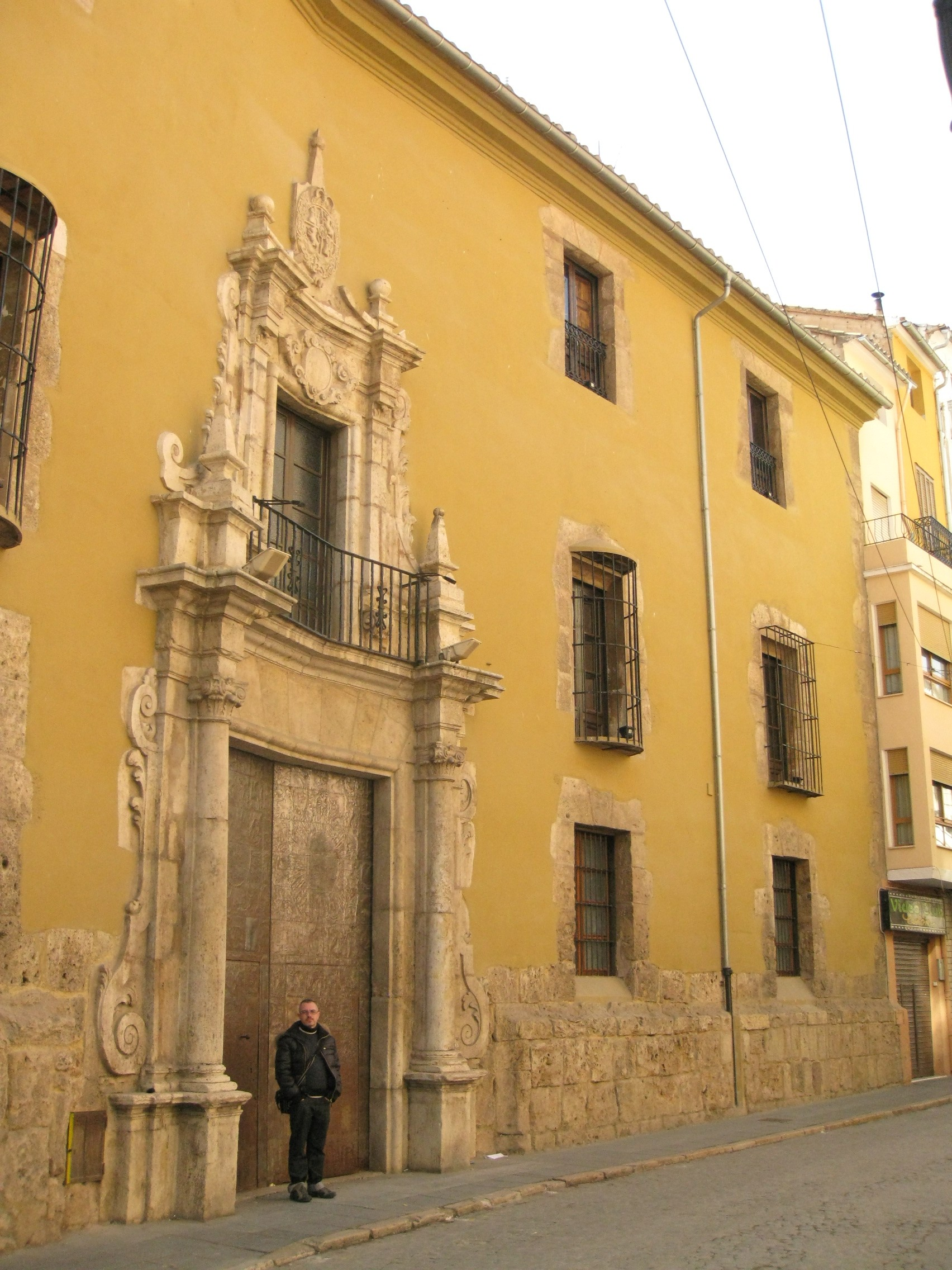
Façana del seminari